# Biserica reformată din Răscruci

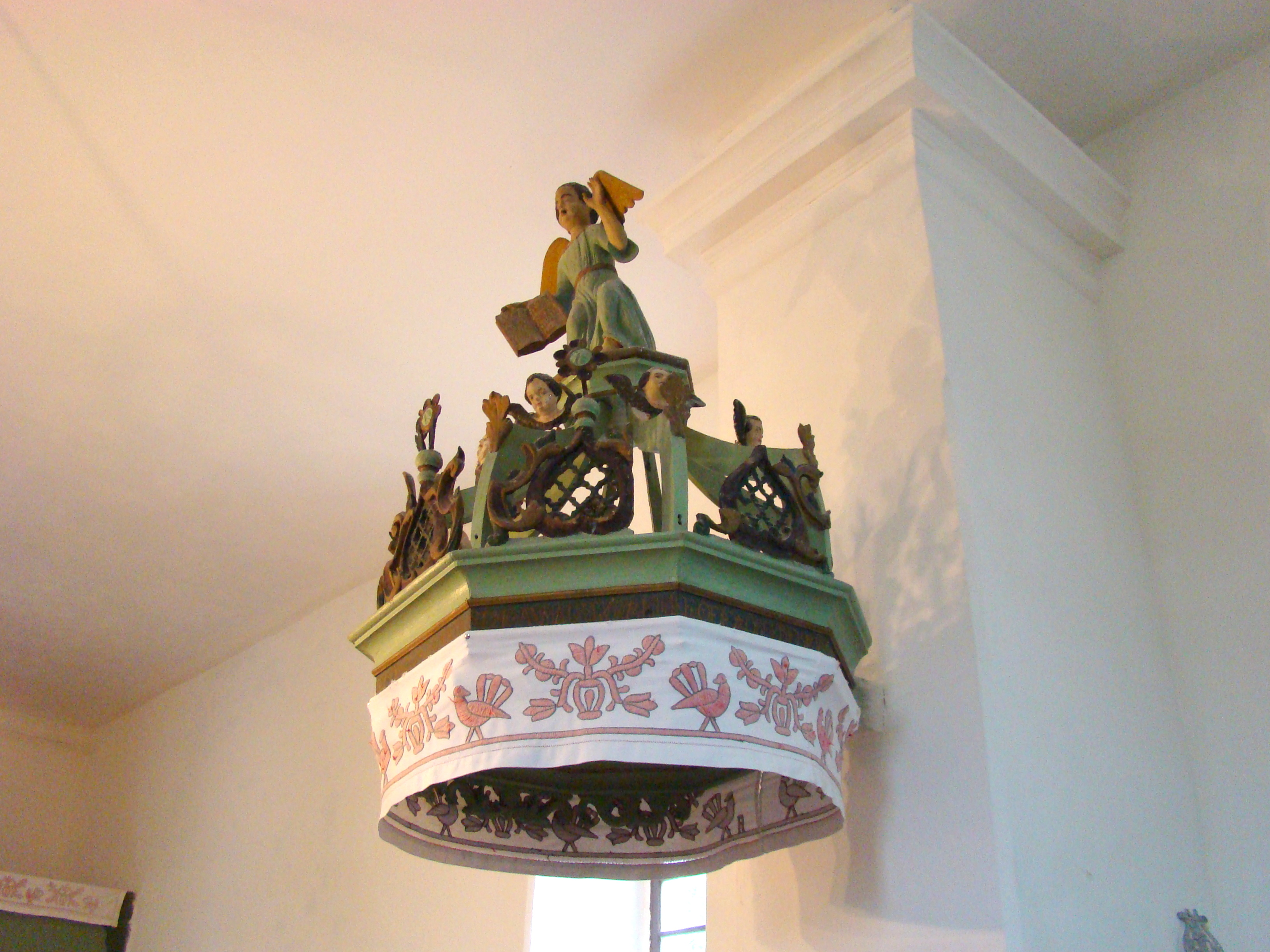
Coronamentul amvonului

Biserica reformată din Răscruci este un monument istoric aflat pe teritoriul satului Răscruci, comuna Bonțida.

## Localitatea
Răscruci, mai demult Valasut (în maghiară Válaszút), este un sat în comuna Bonțida din județul Cluj, Transilvania, România. Prima menționare documentară a satului Răscruci este din anul 1325 sub numele de  Valazut.

## Biserica
Biserica a fost construită în anul 1677. A fost susținută financiar de familia nobiliară Bánffy, al cărei castel este de asemenea monument istoric.
În data de 13 februarie 2018 biserica, care fusese renovată cu doi ani în urmă, a fost afectată parțial de un incendiu, produs în urma unui scurtcircuit.

## Imagini din exterior

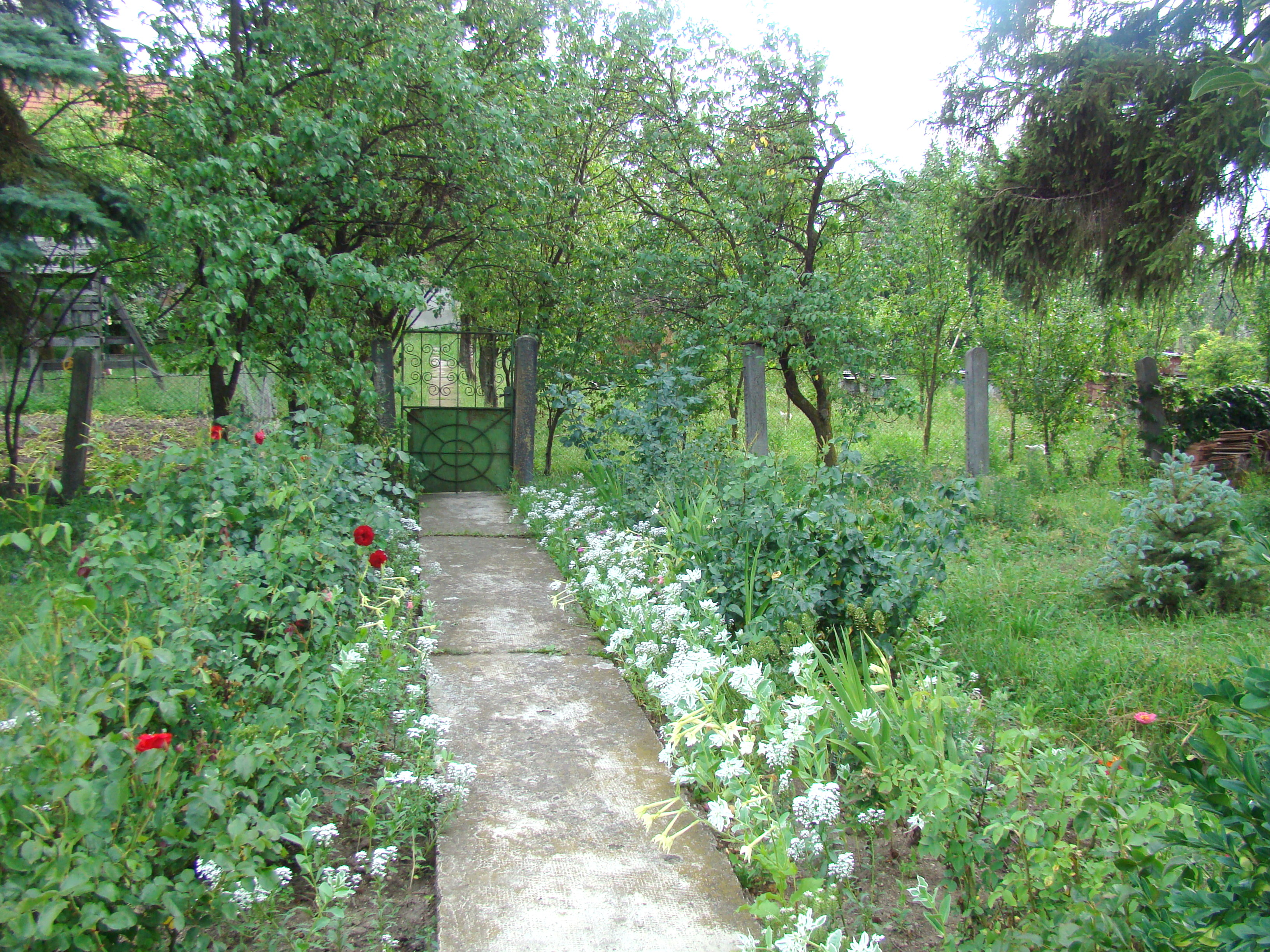
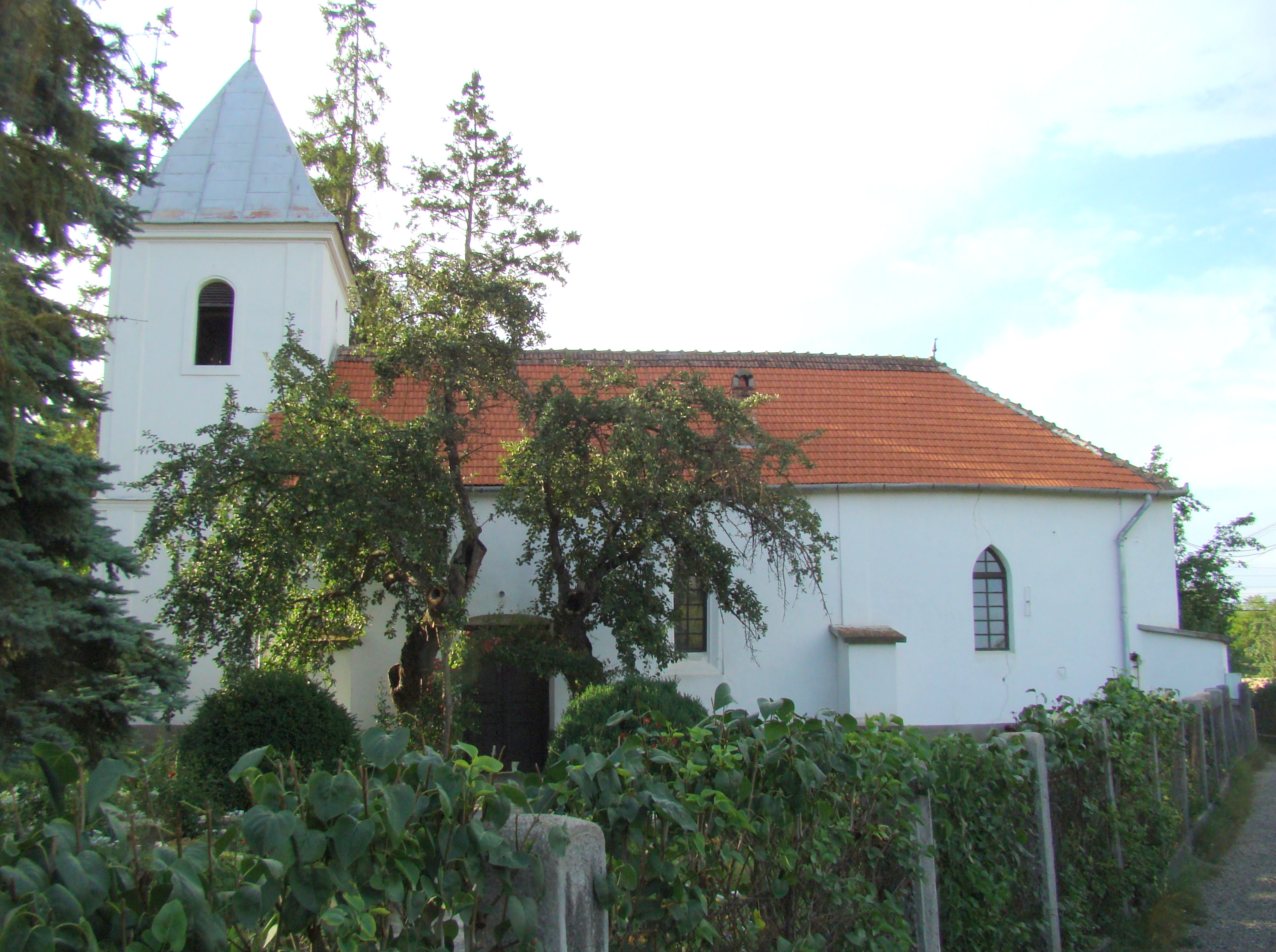
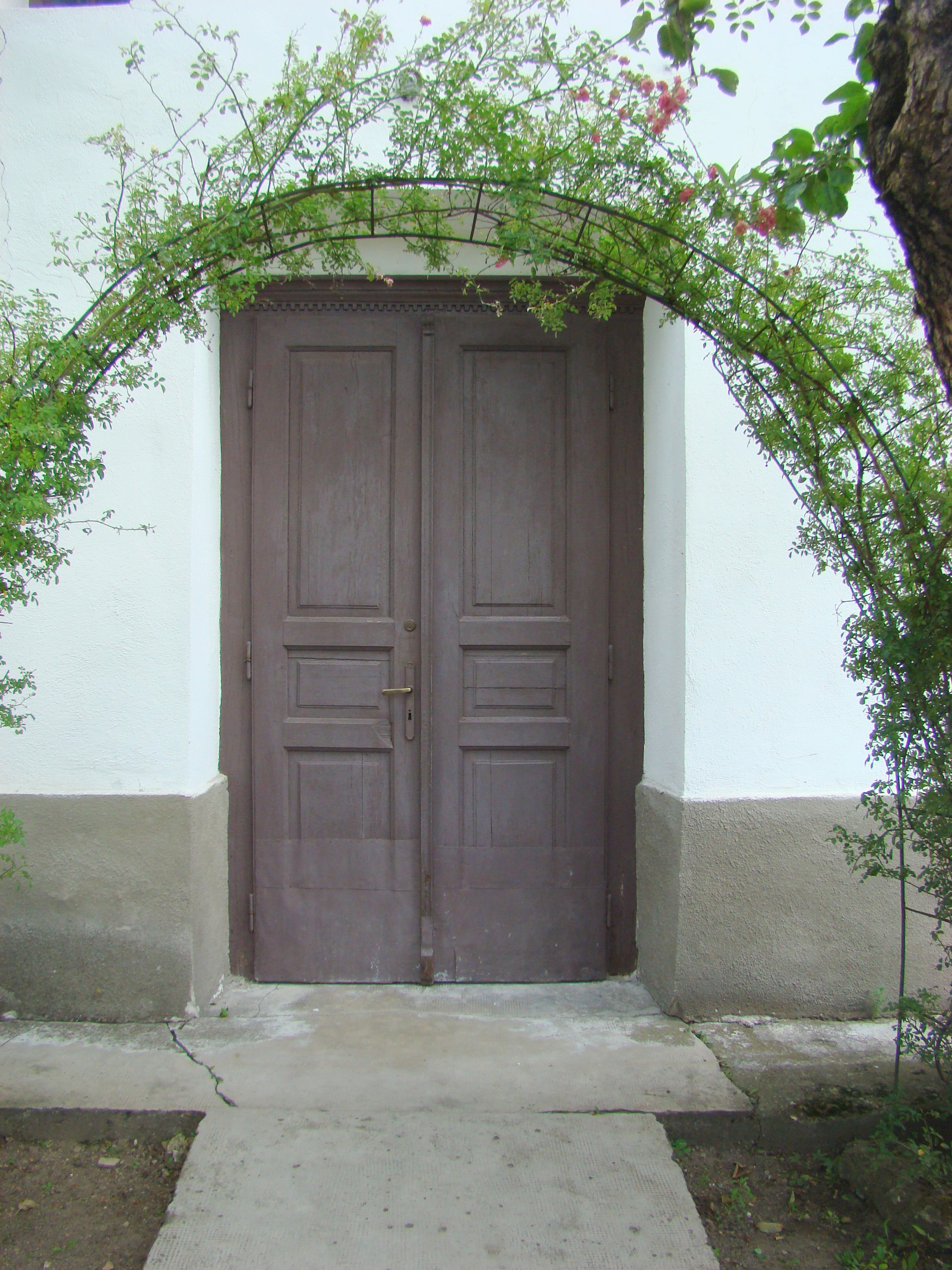
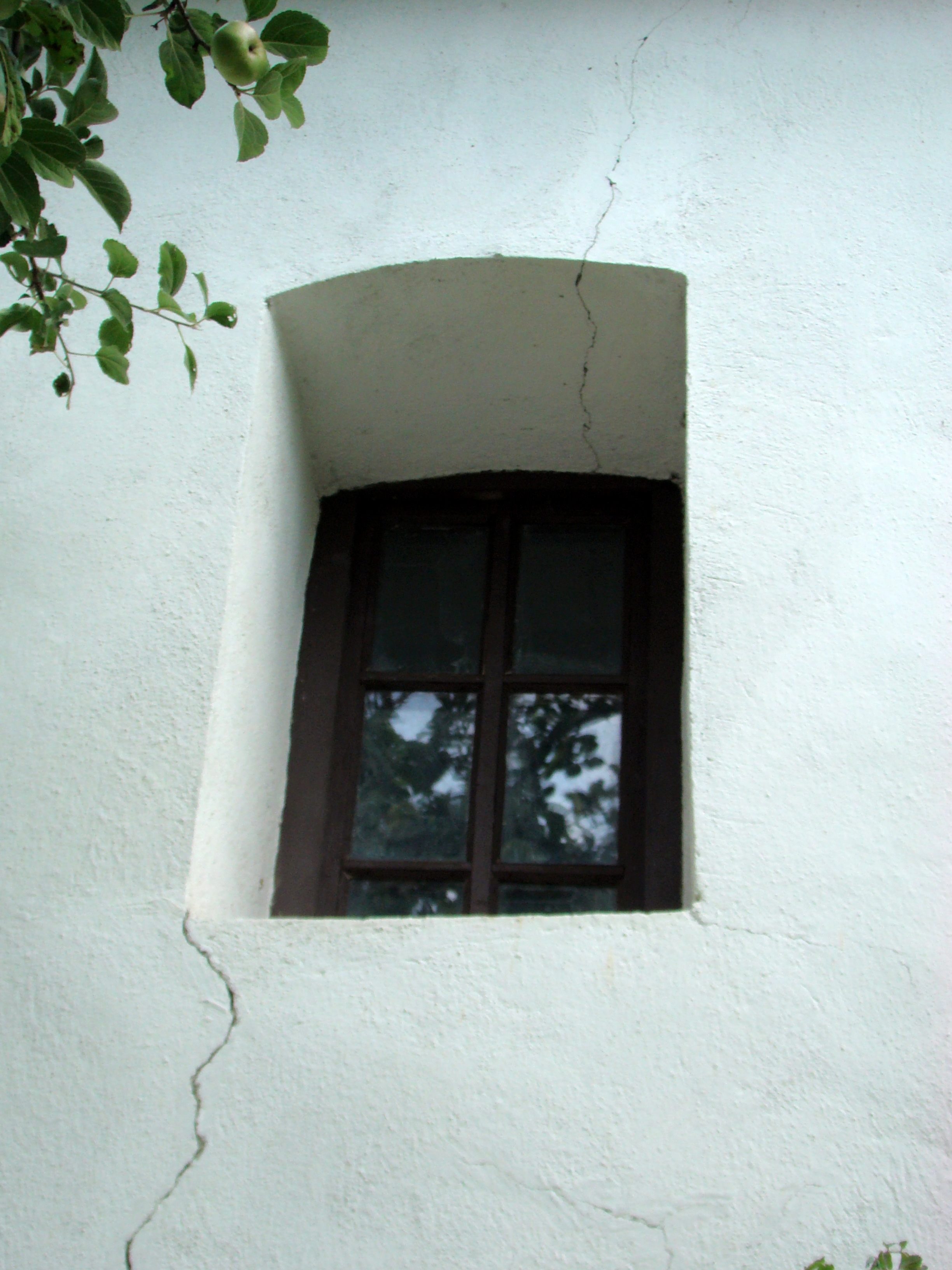
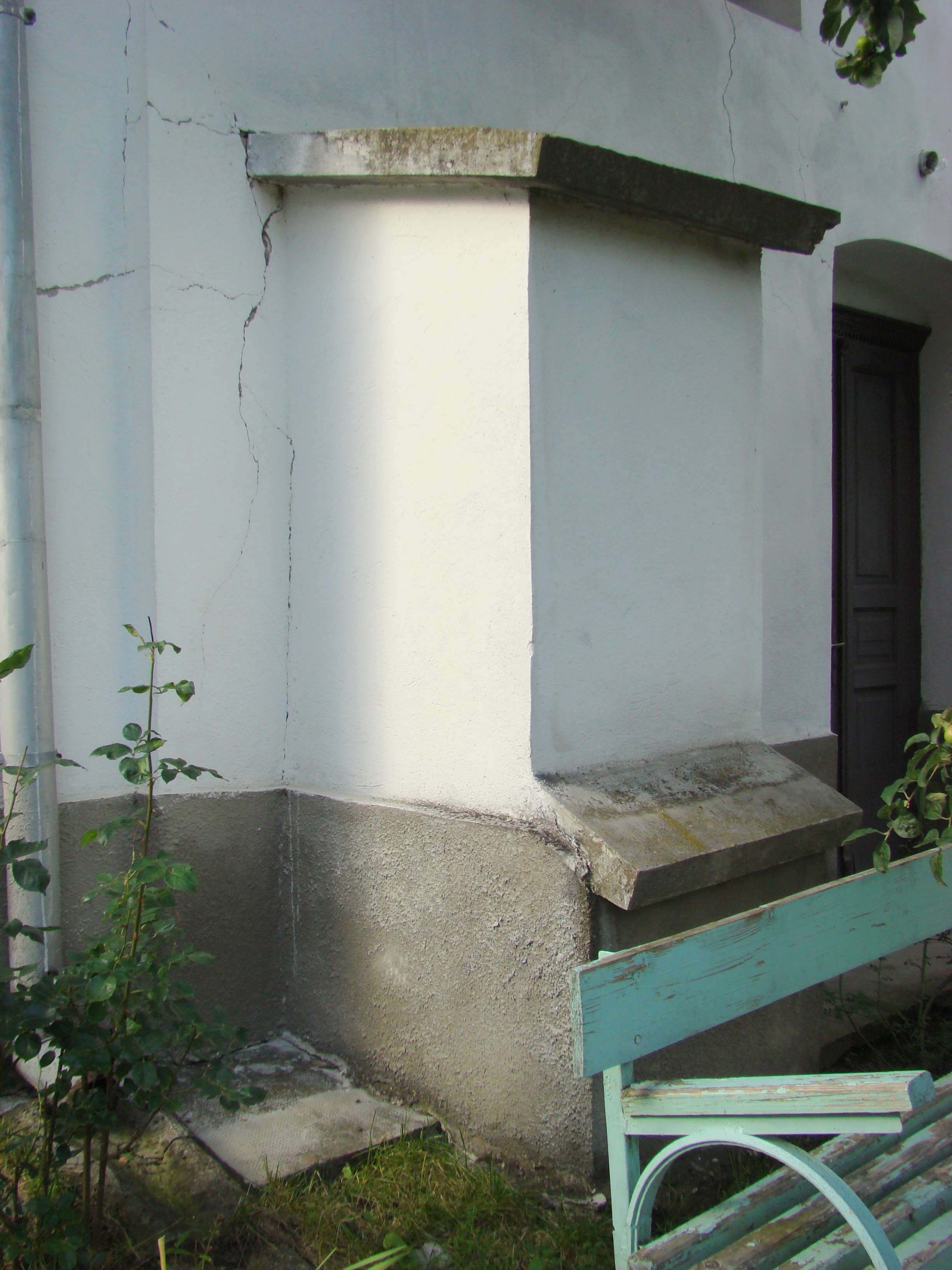
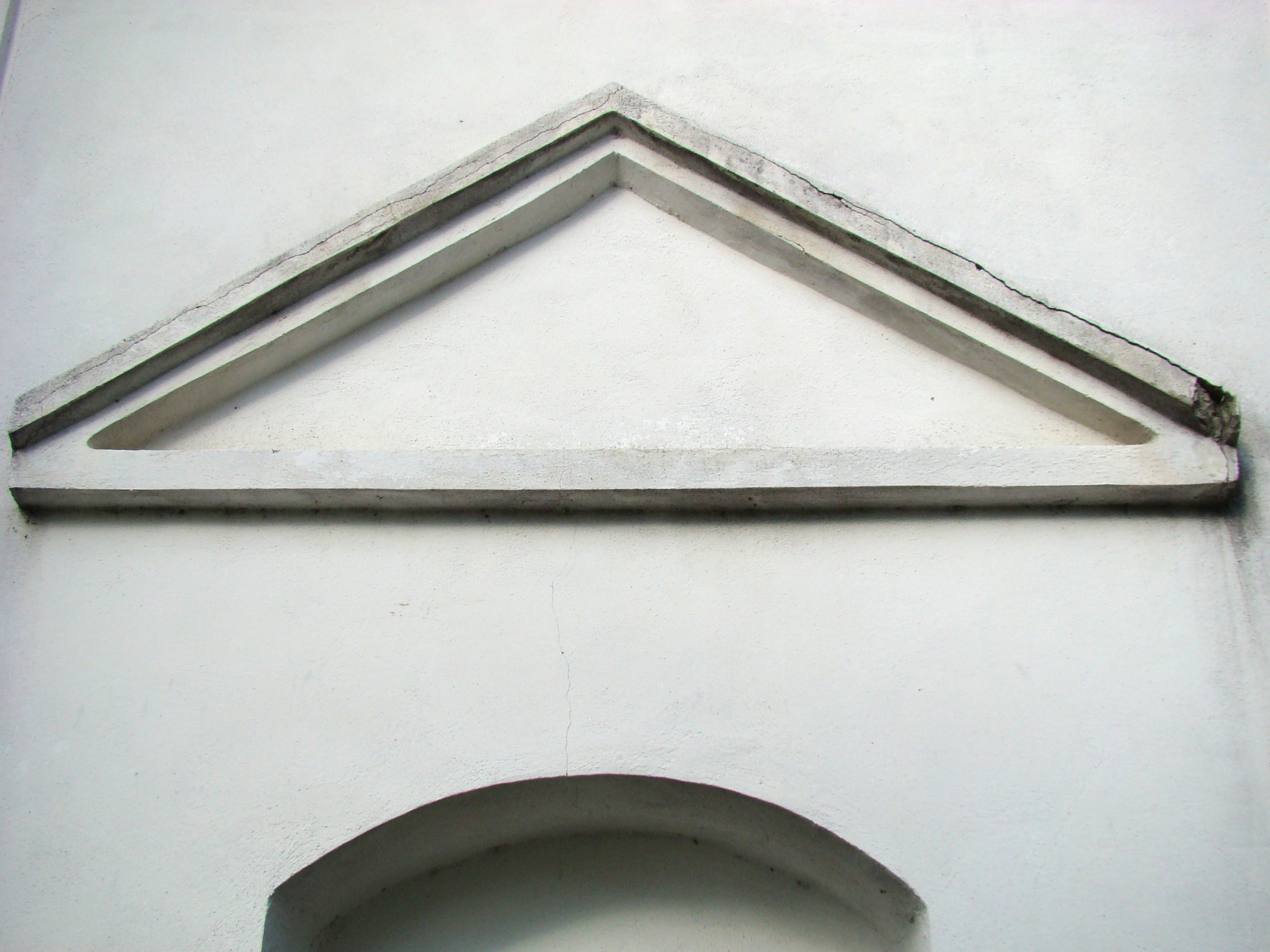
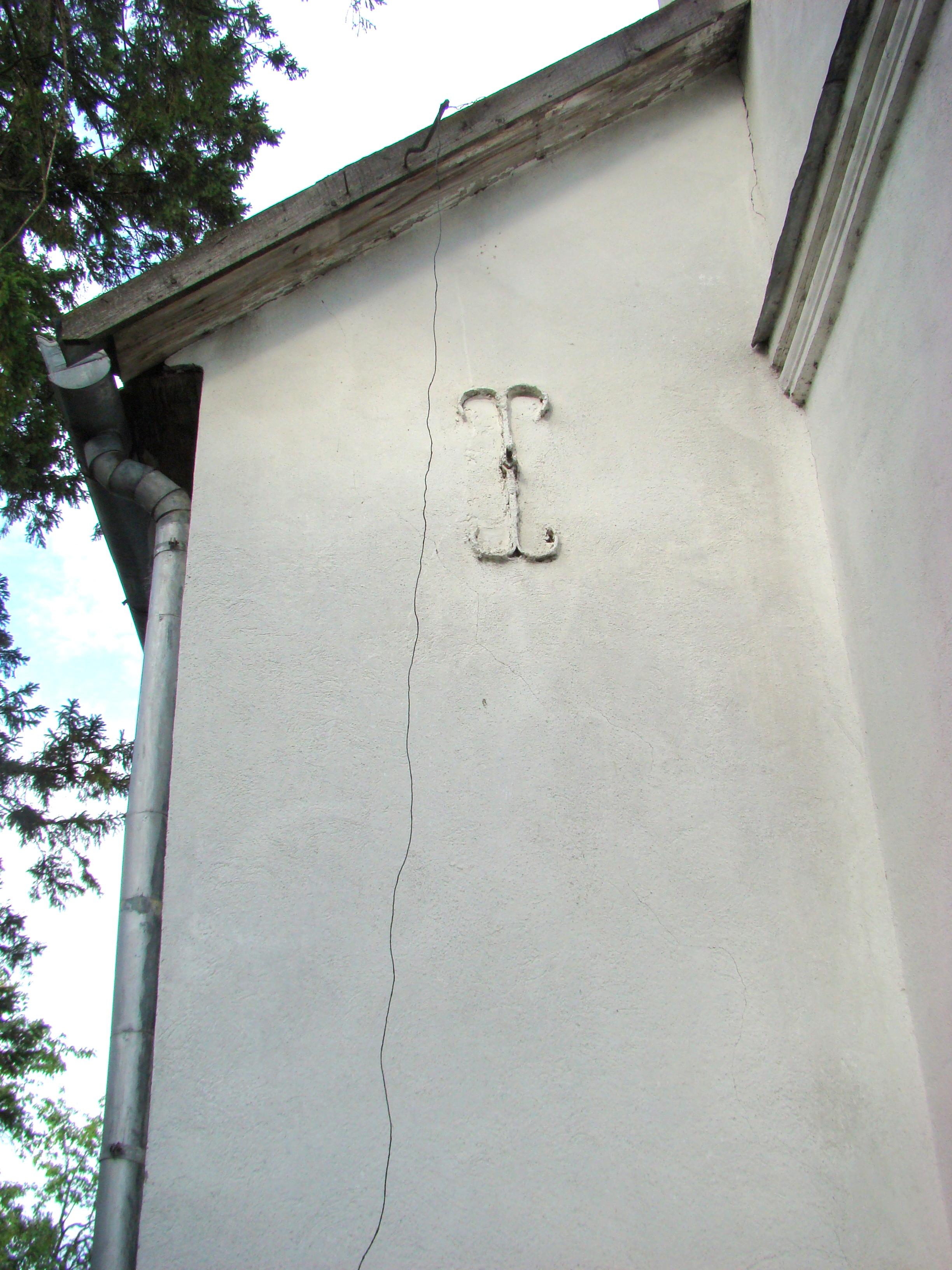
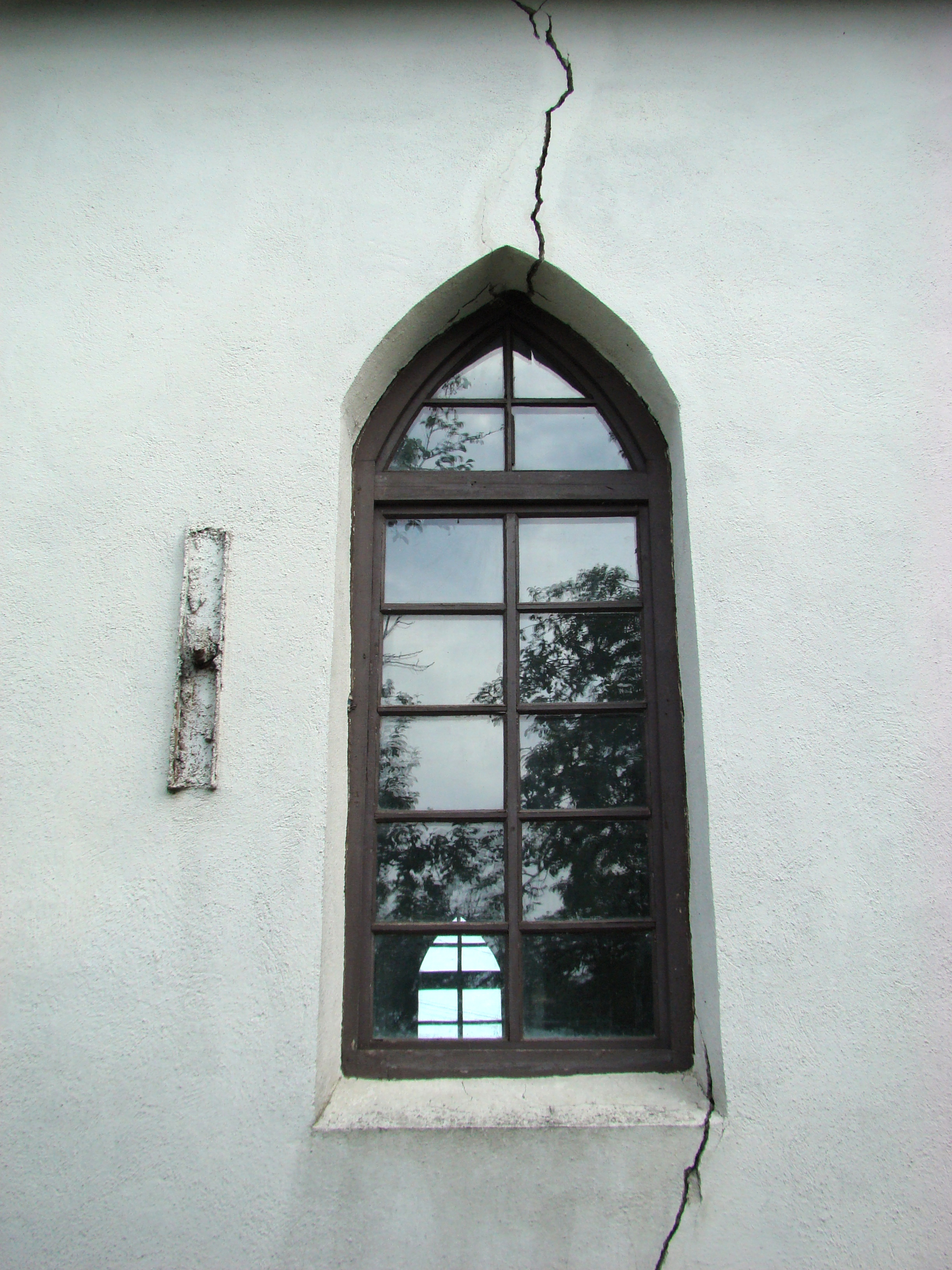
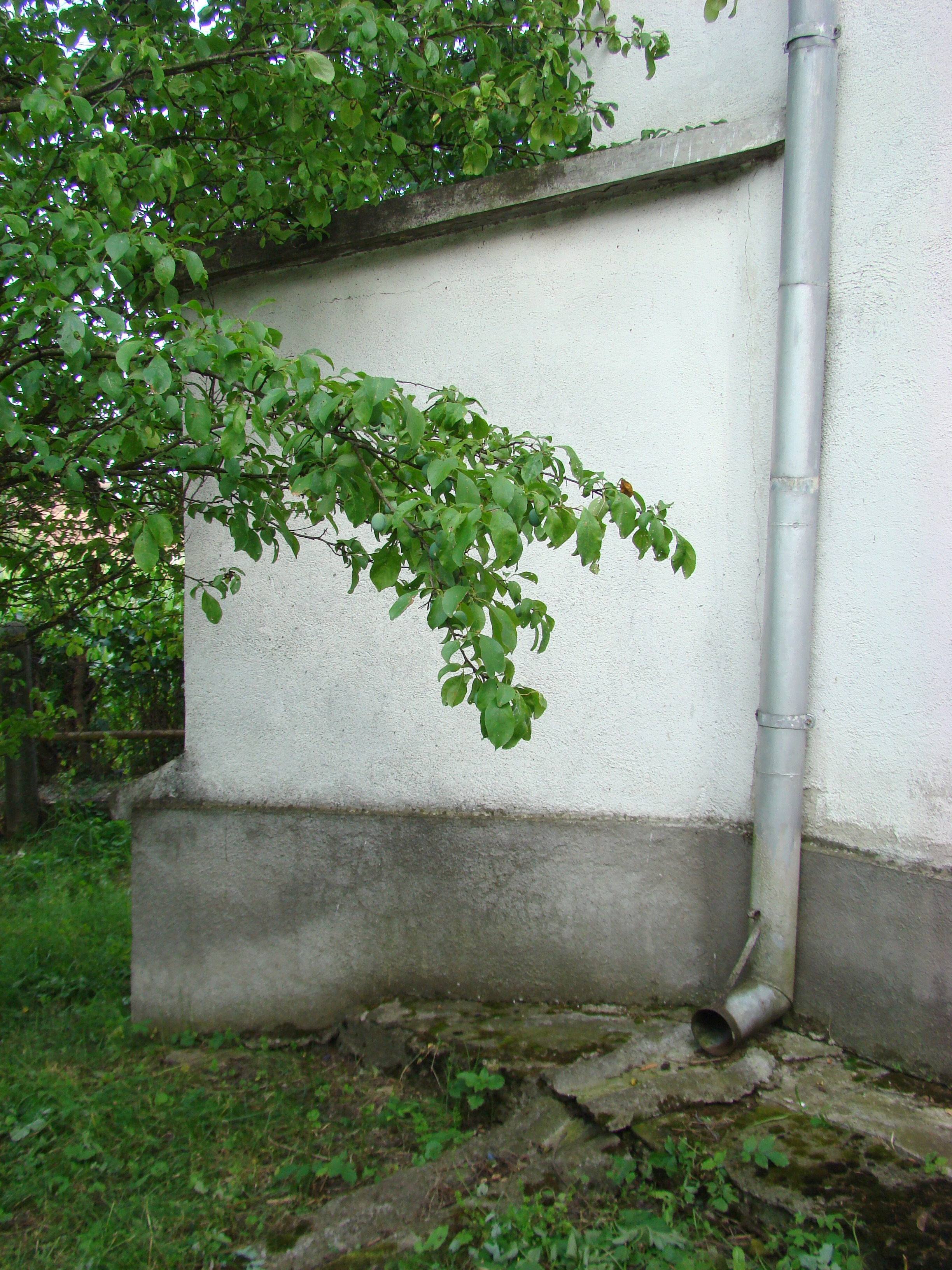
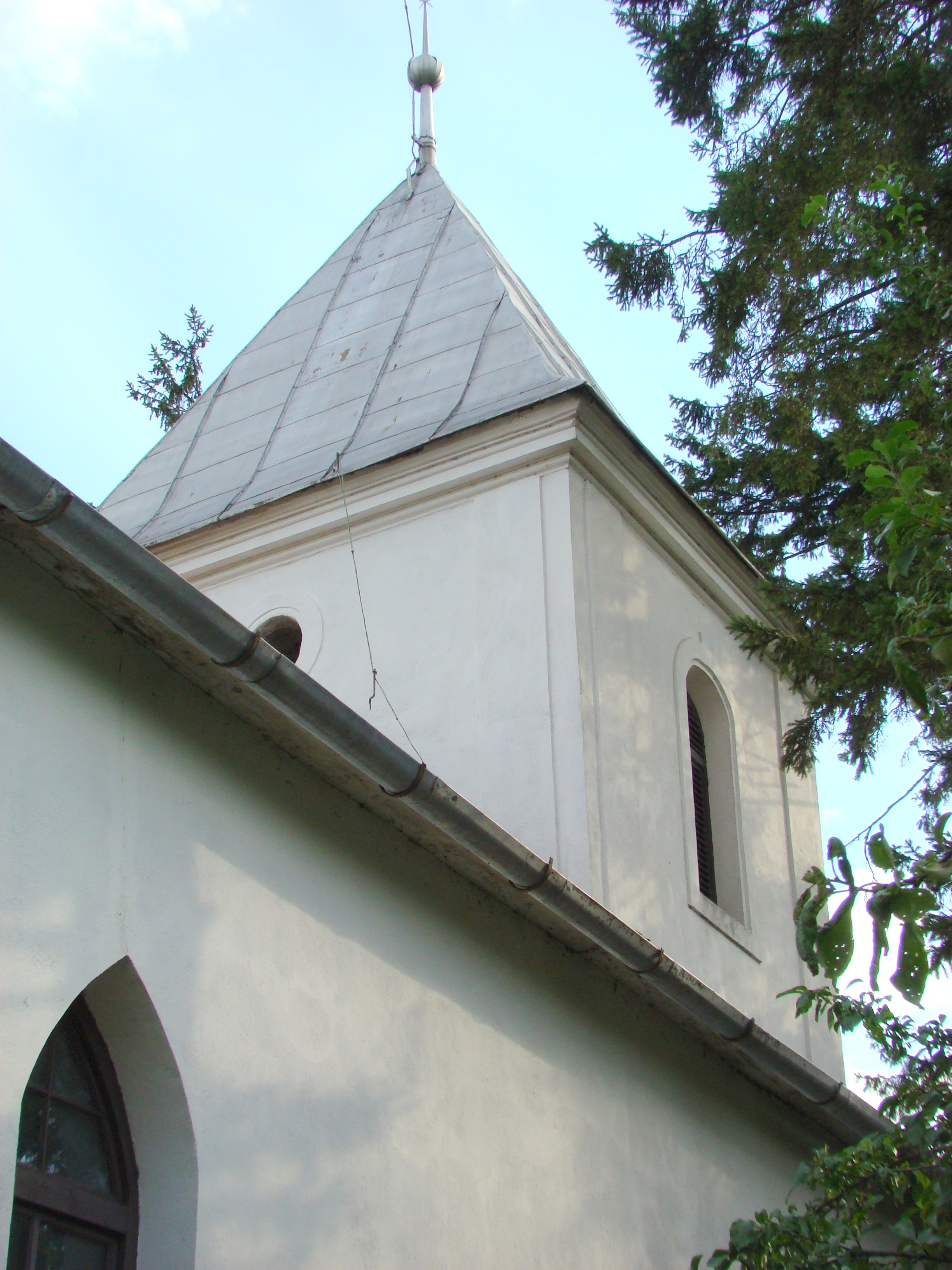
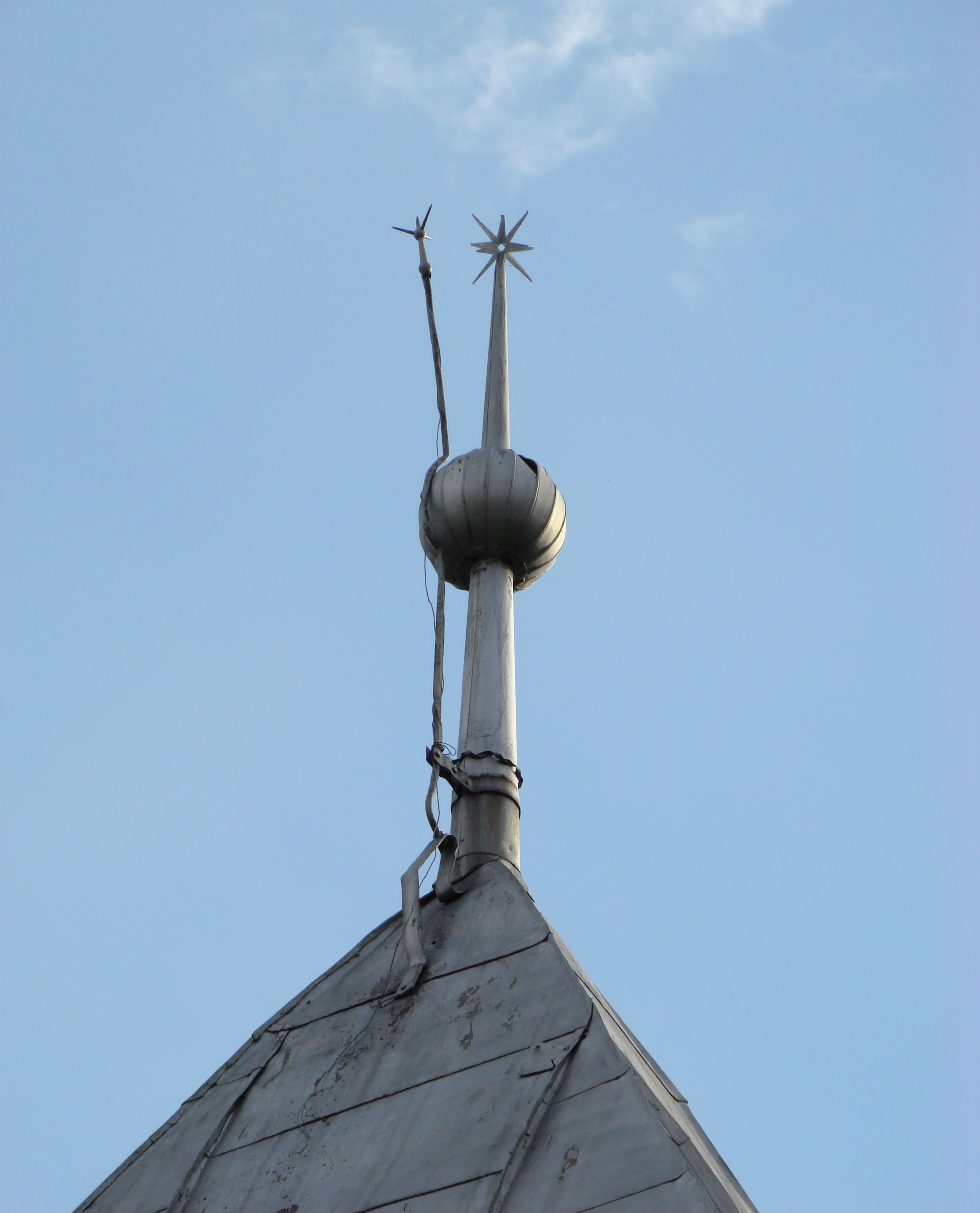
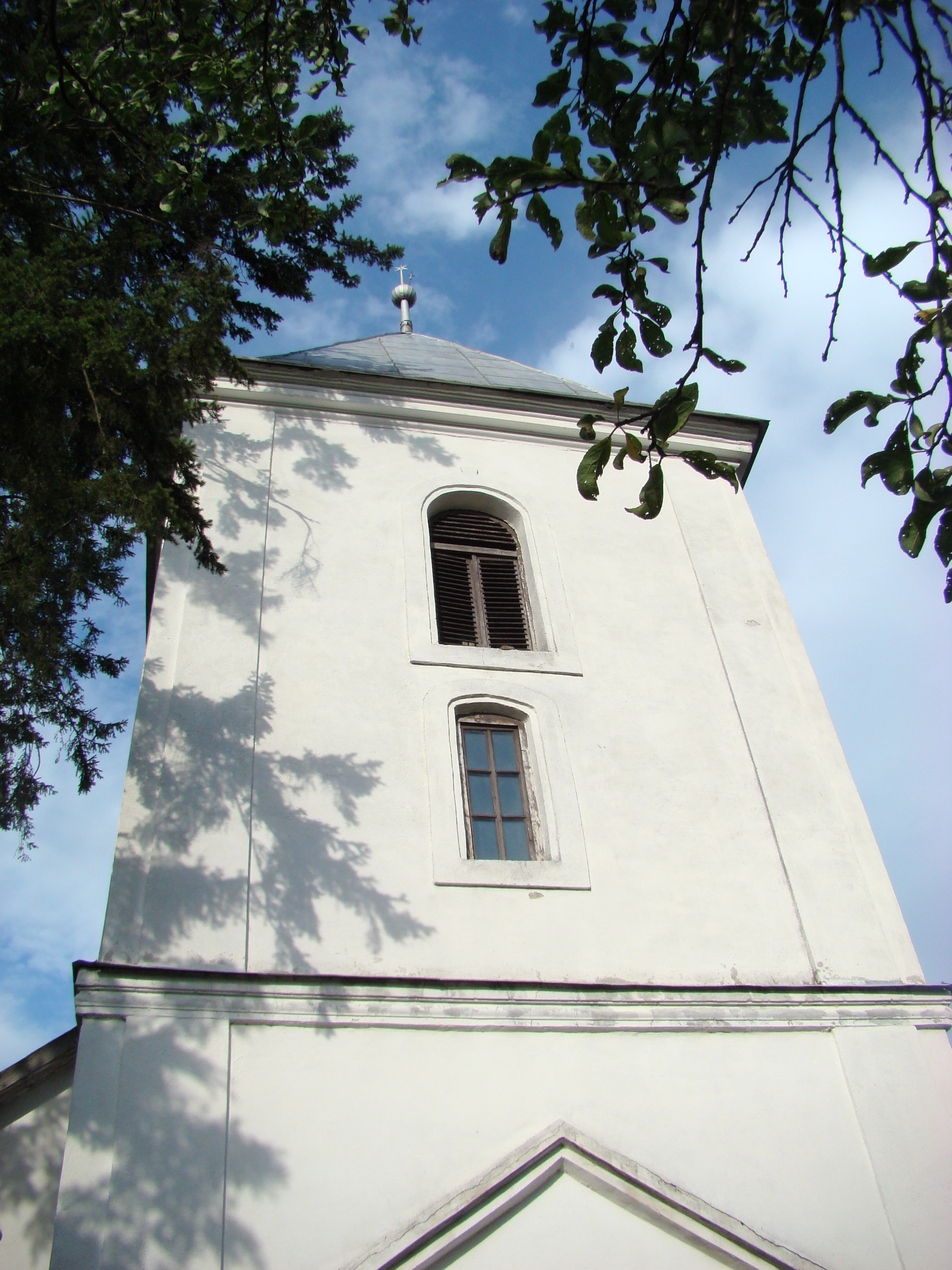
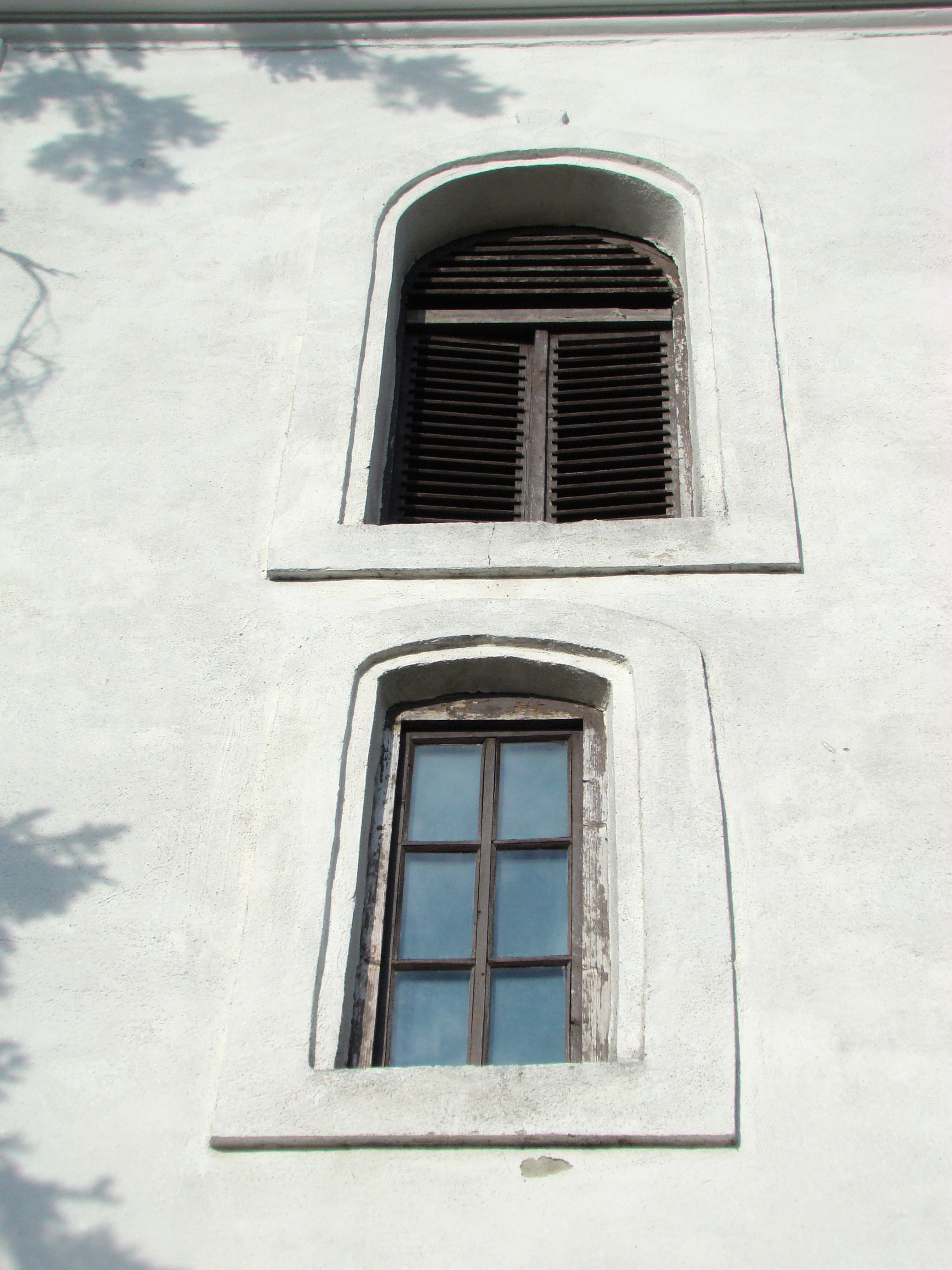
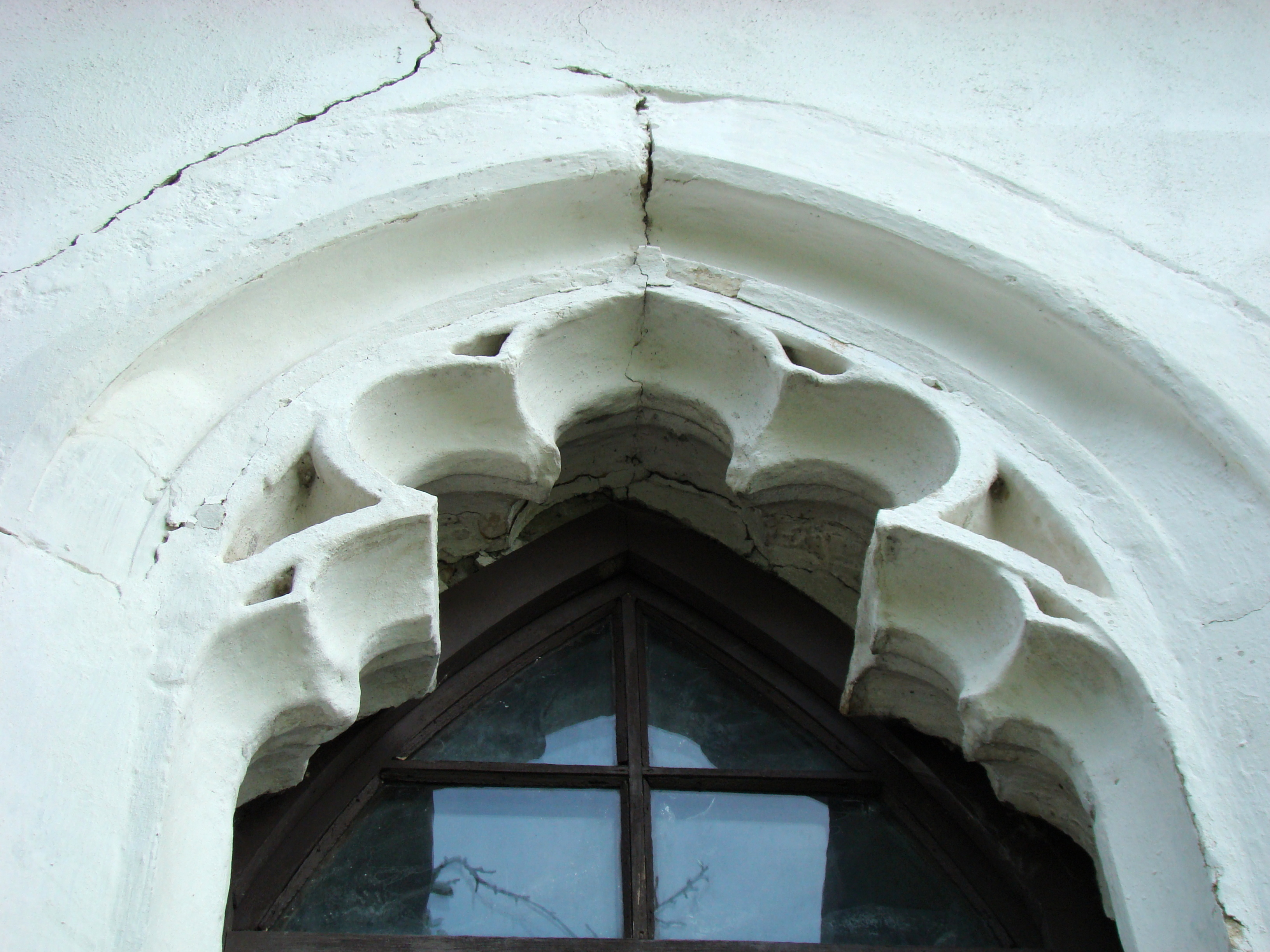
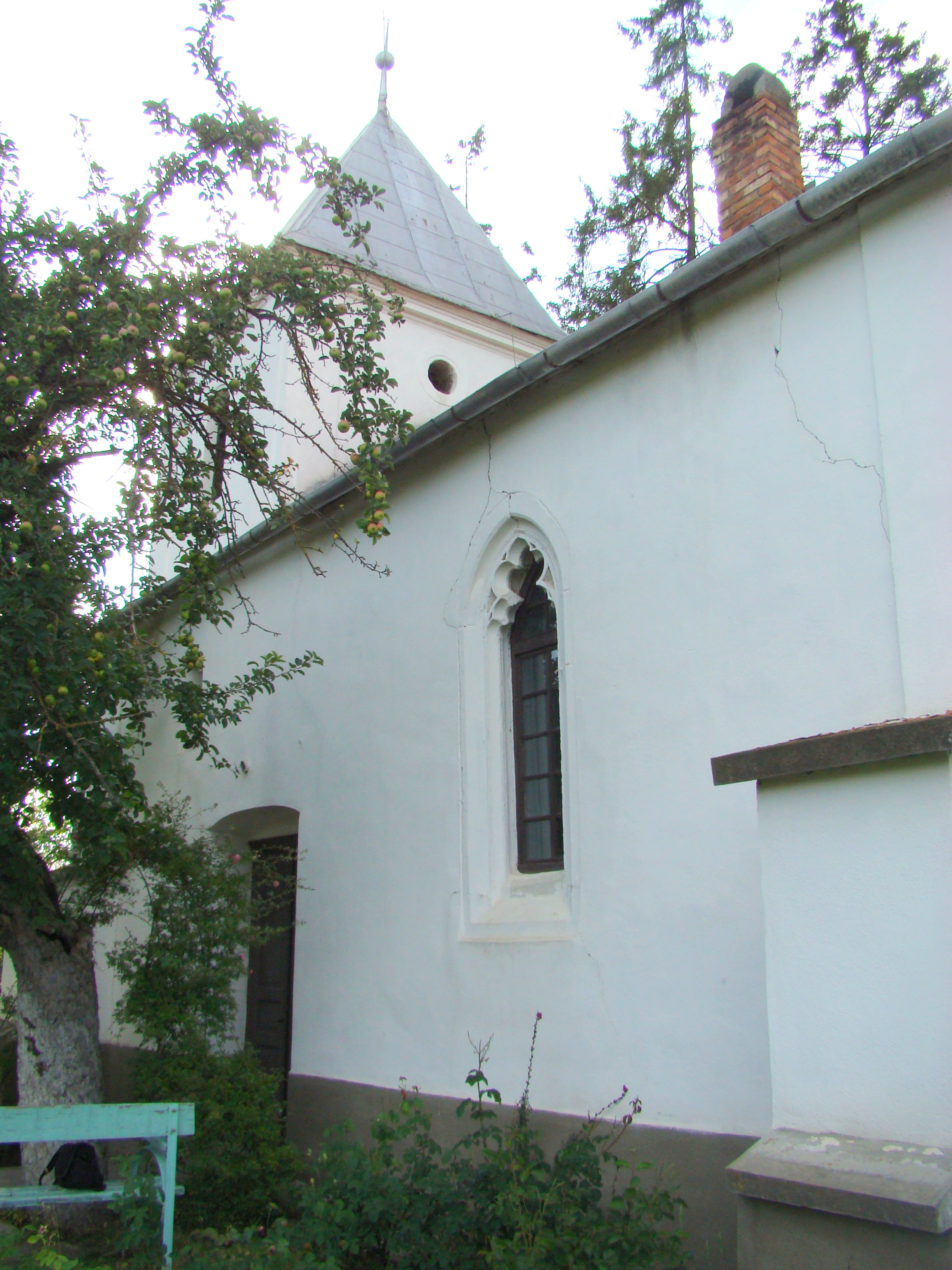
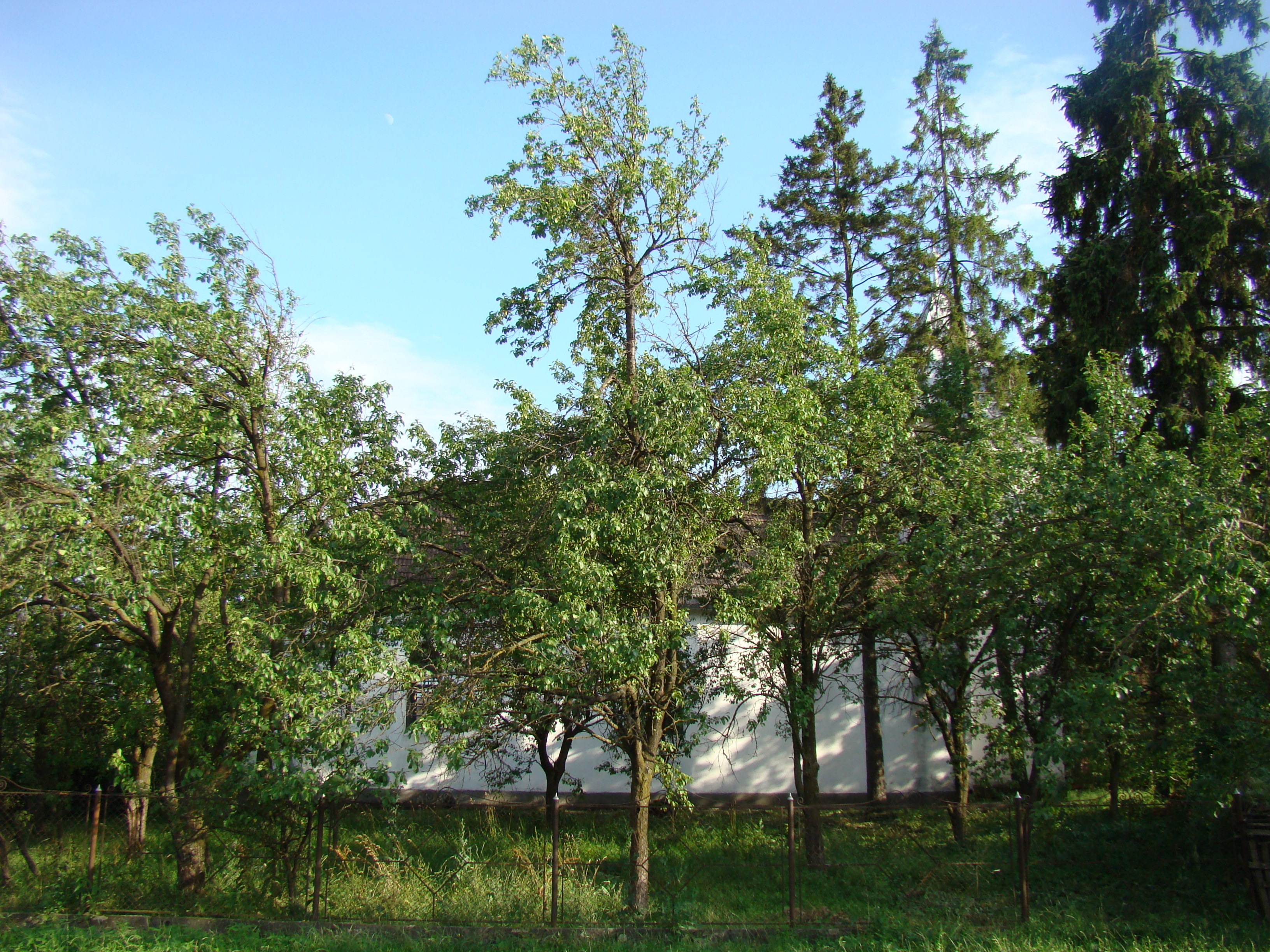
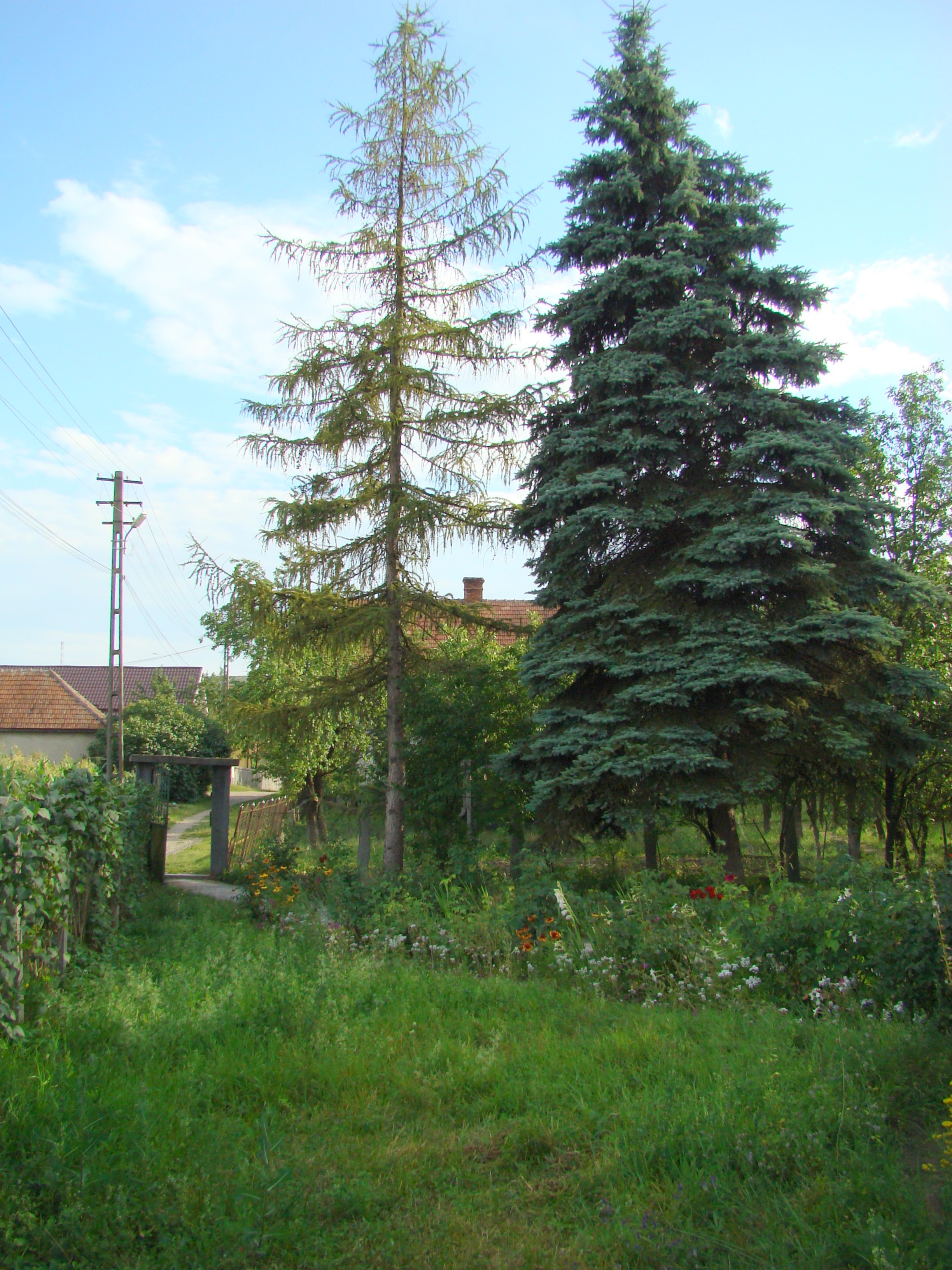
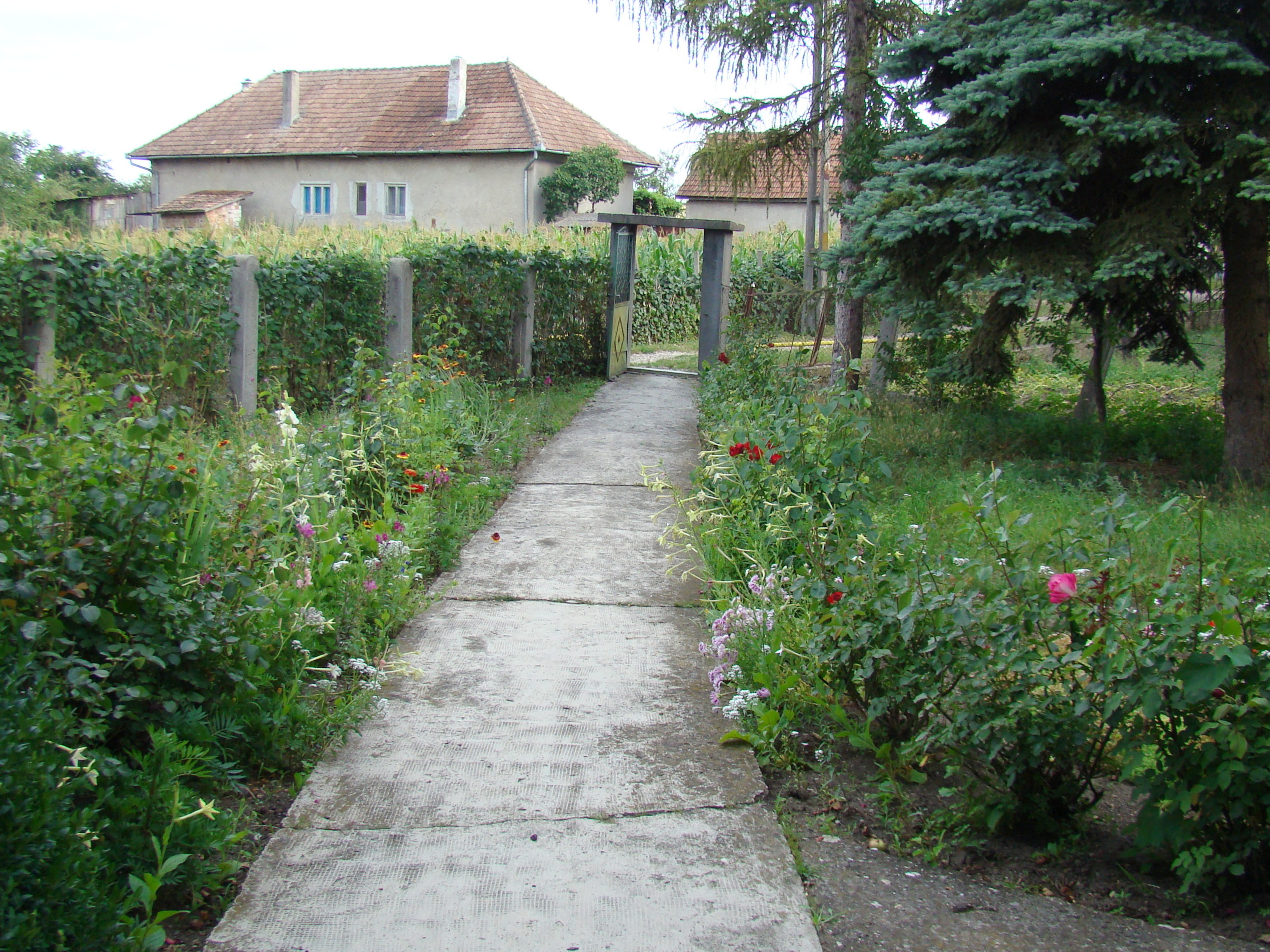

## Vezi și
- Răscruci, Cluj

## Imagini din interior

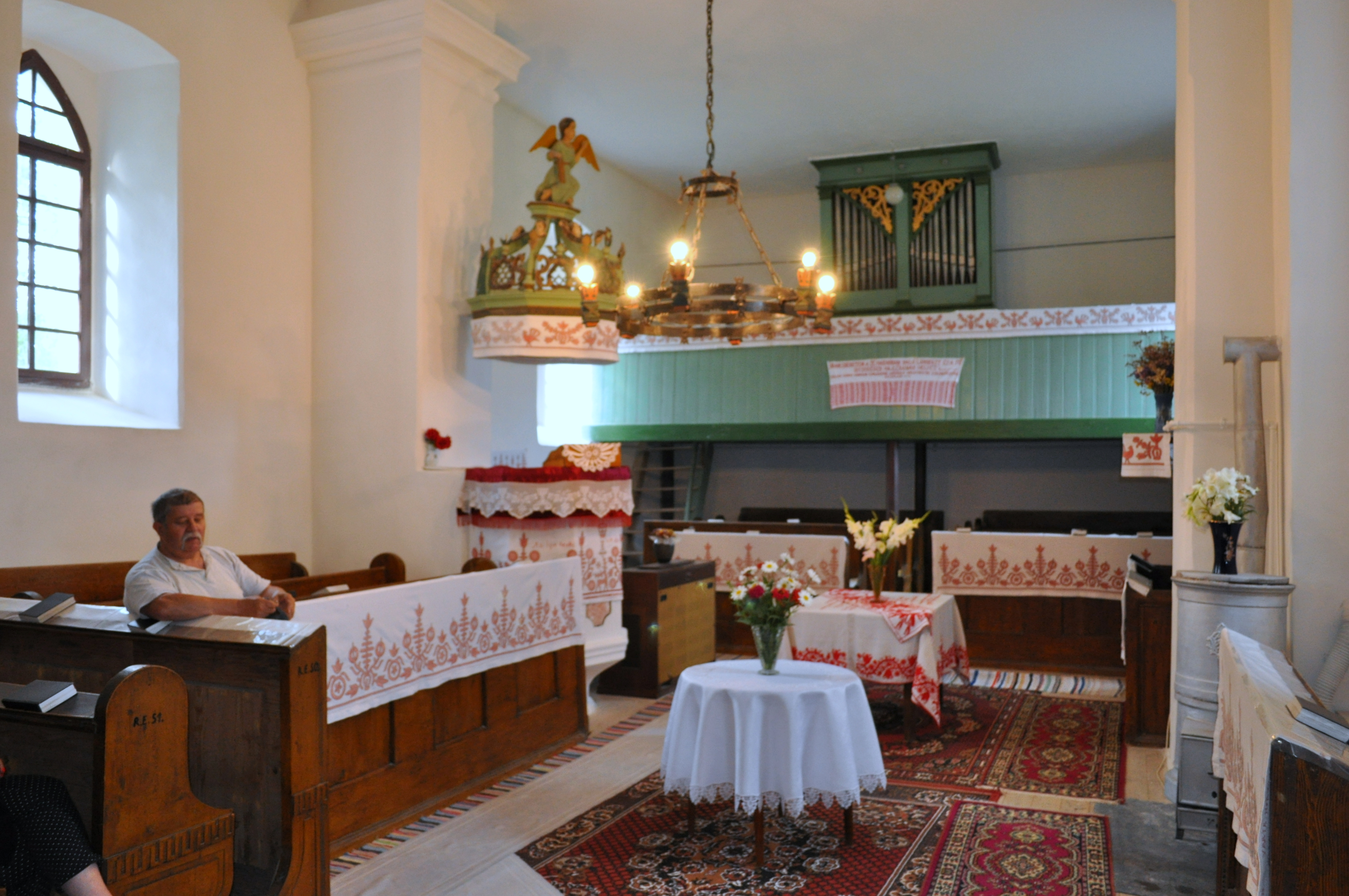
Pastorul reformat din Răscruci: Dezső Vajda
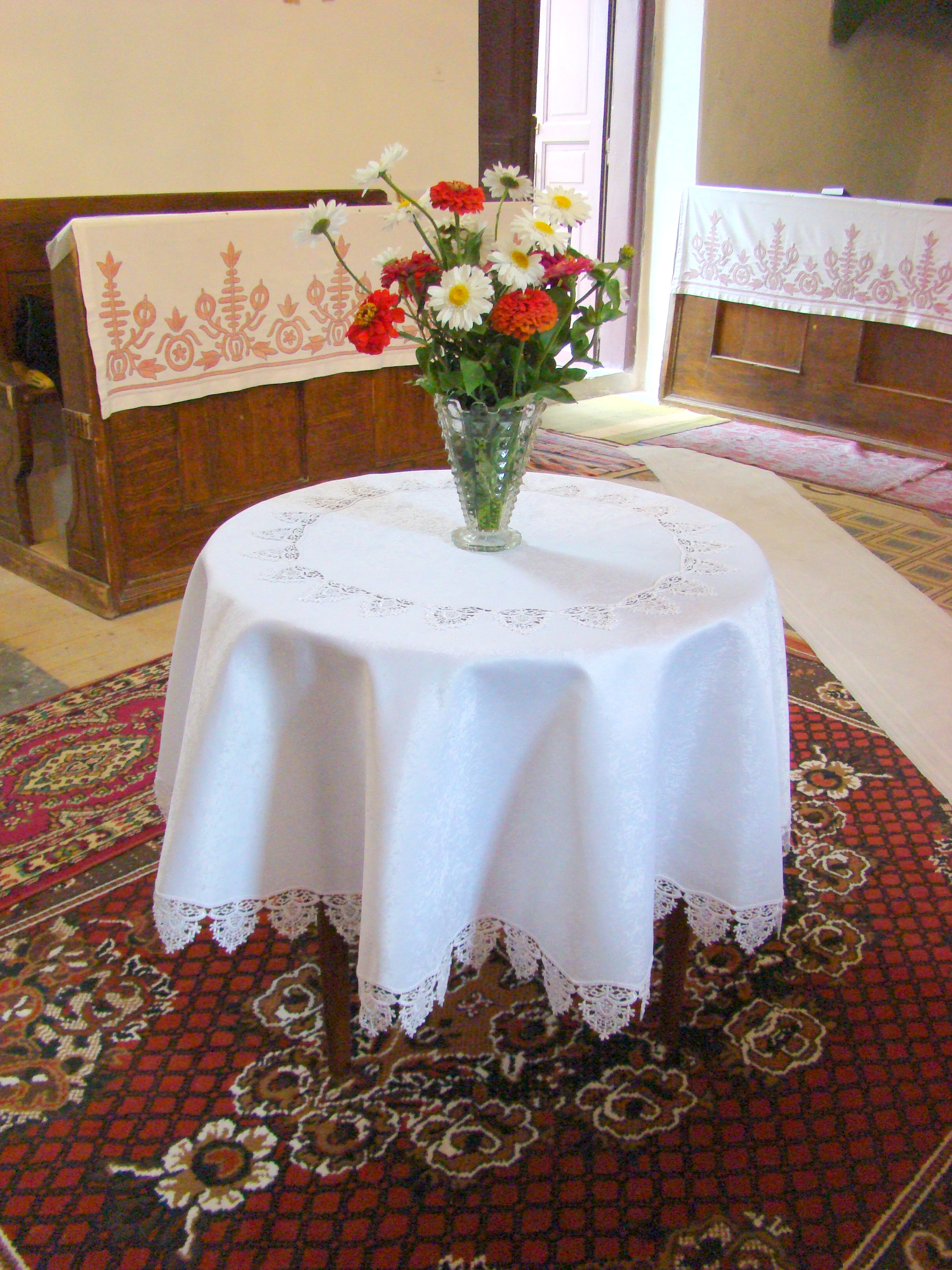
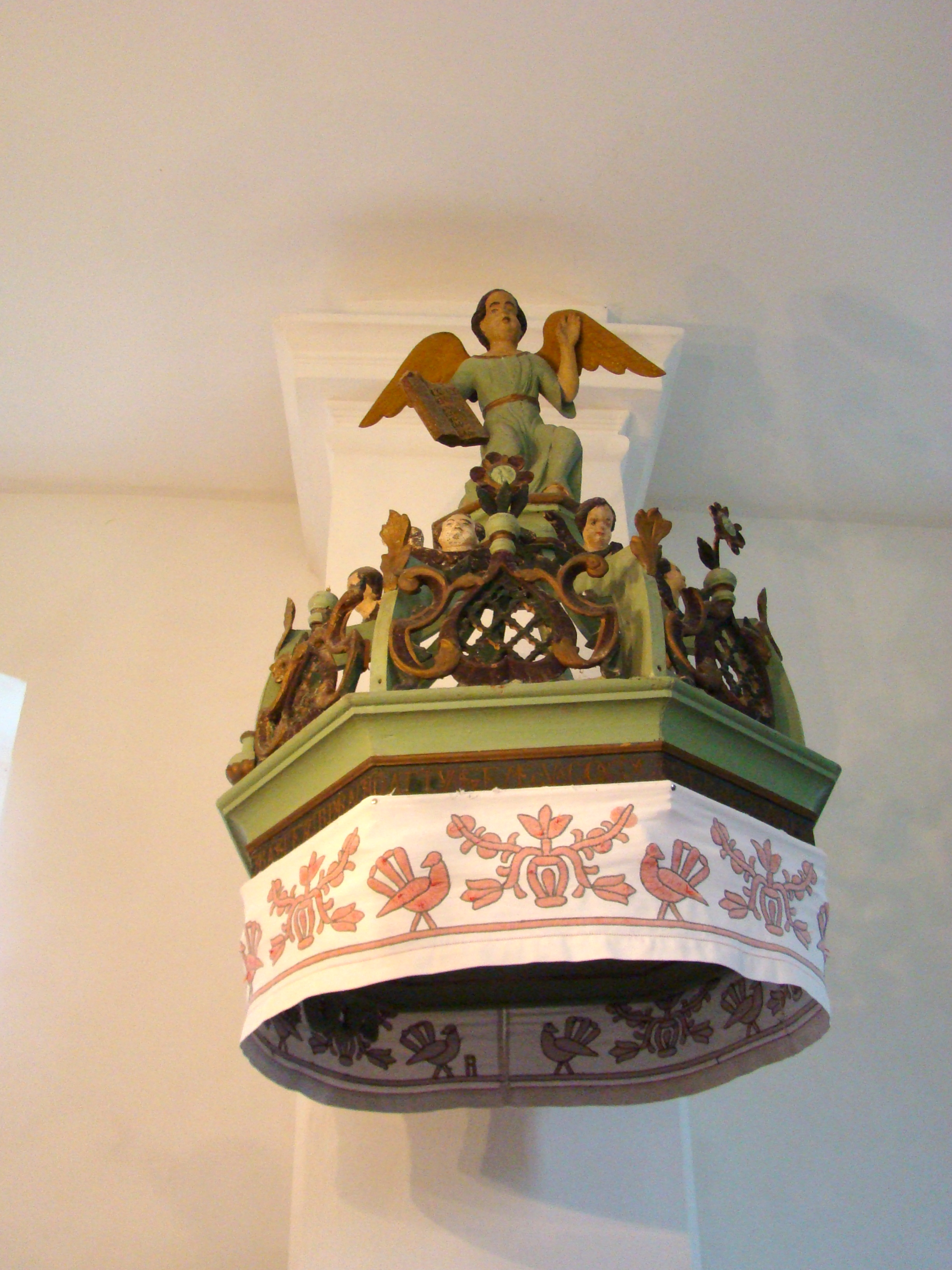
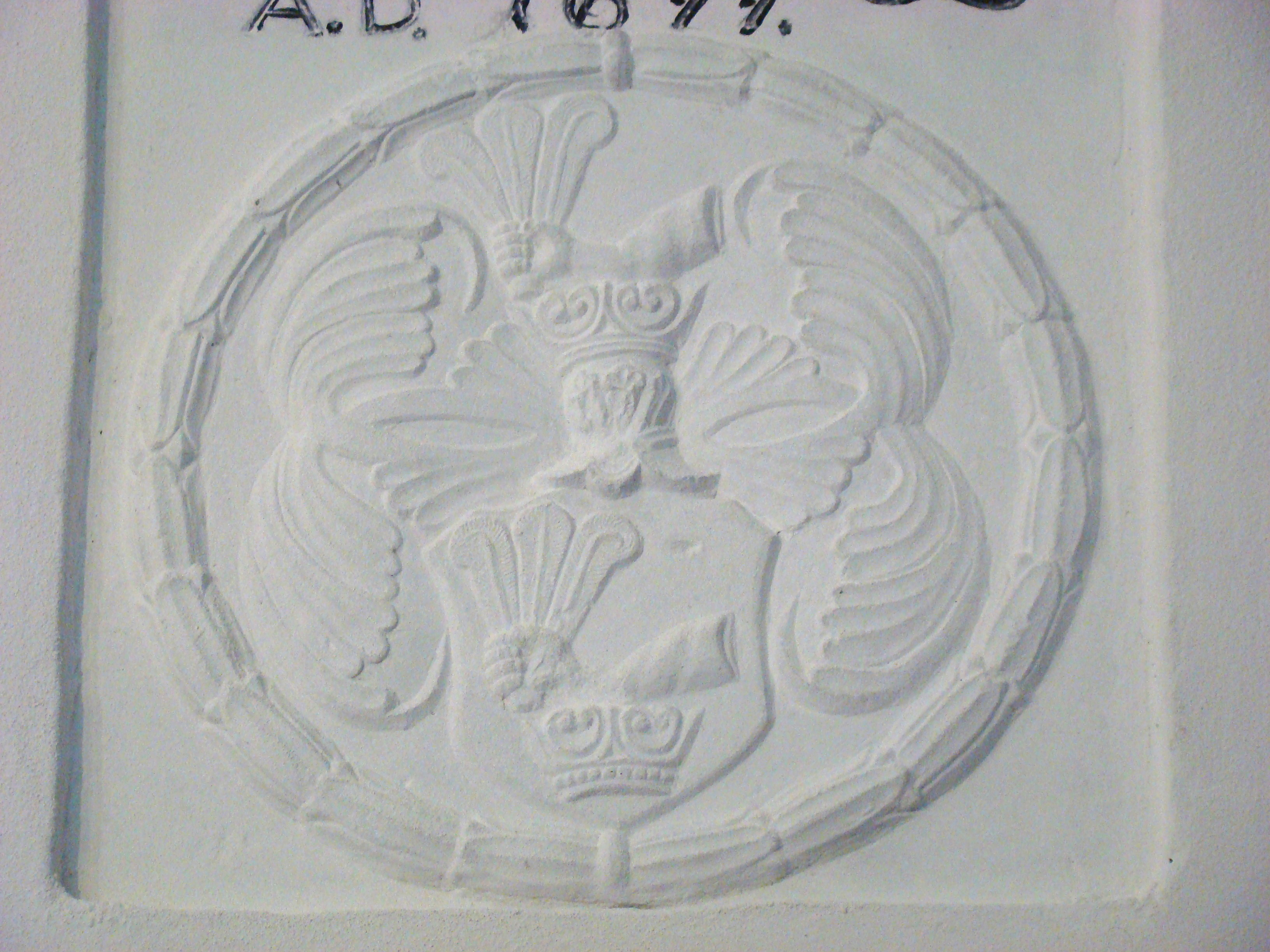
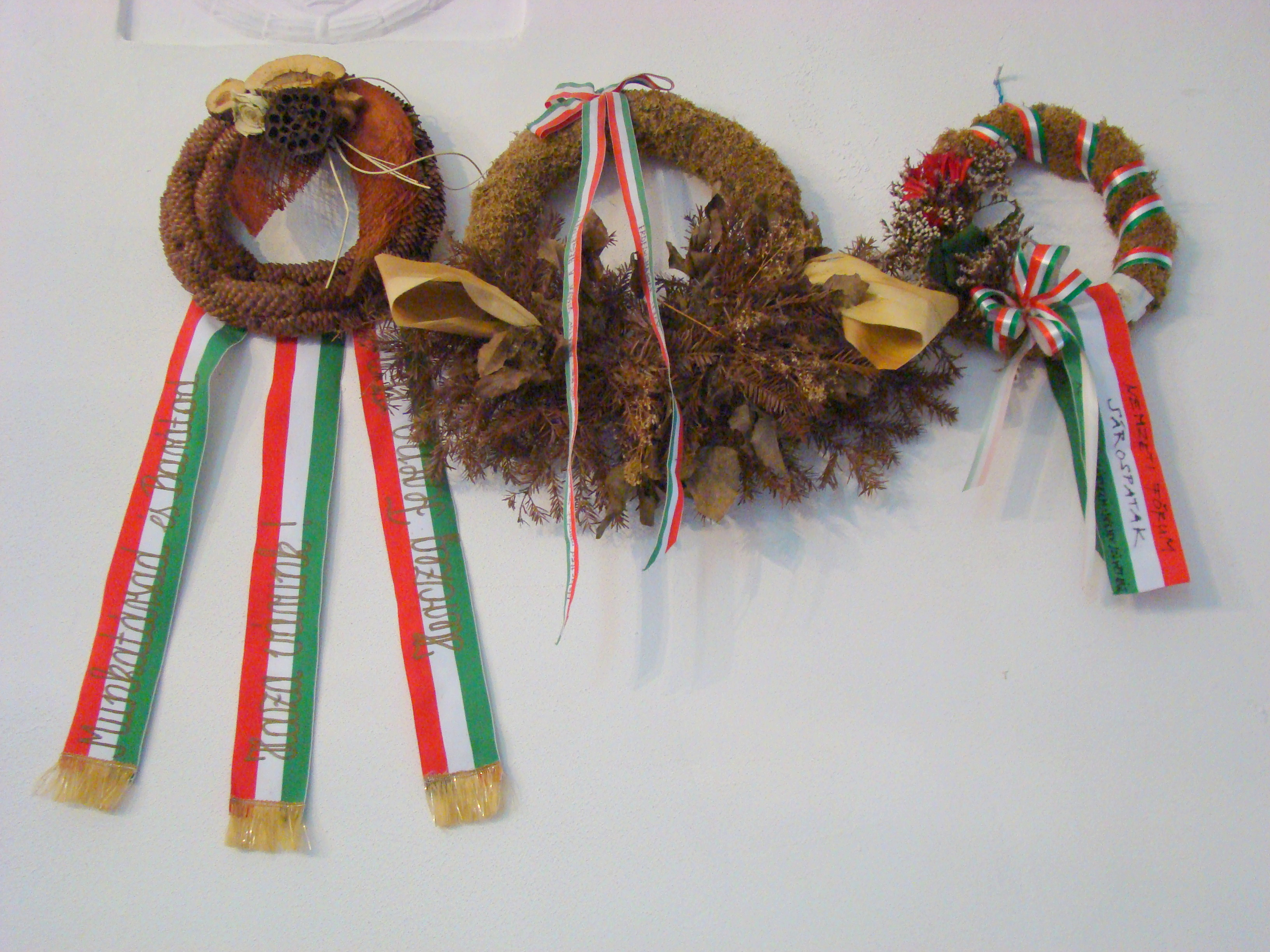
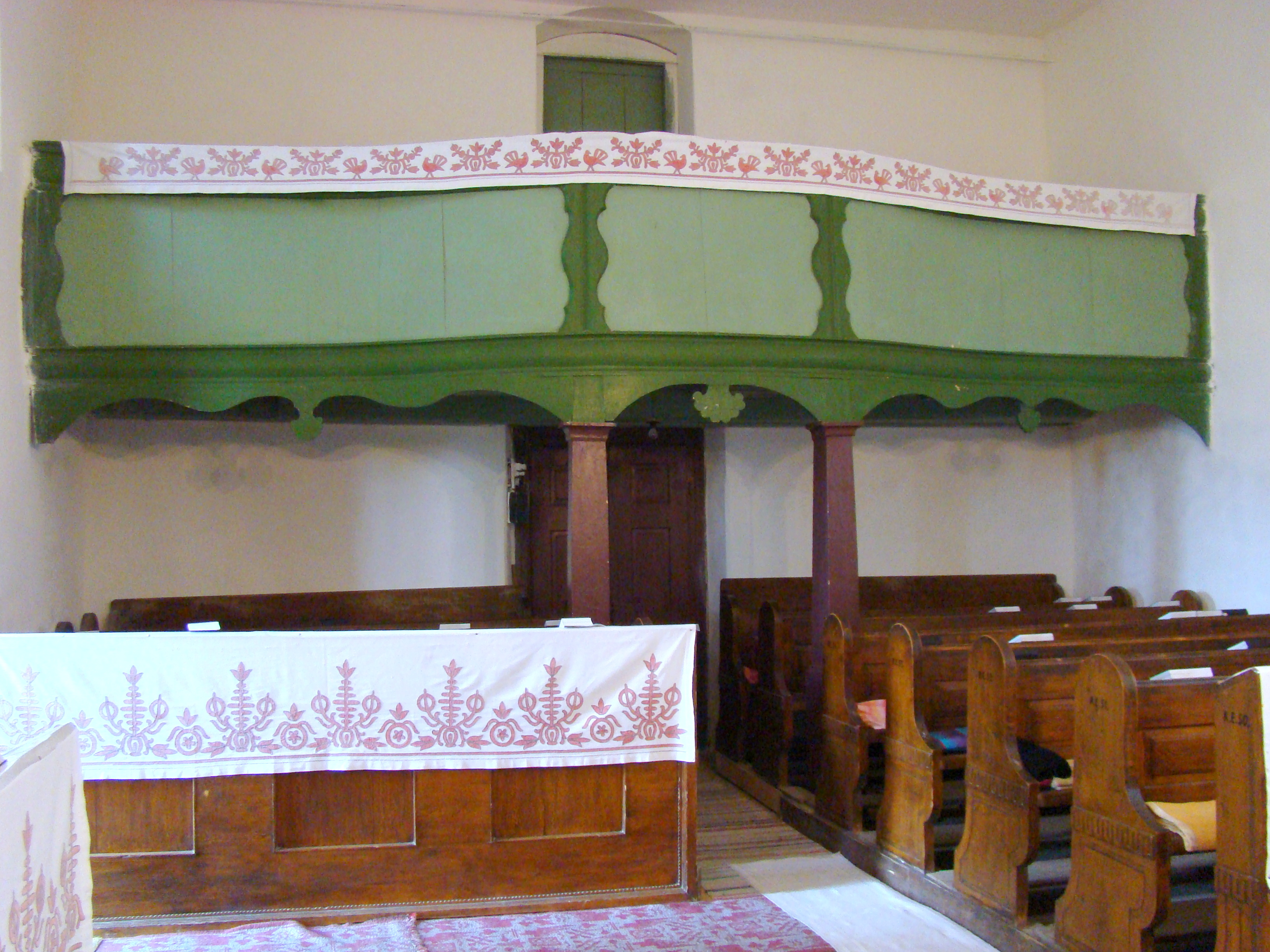
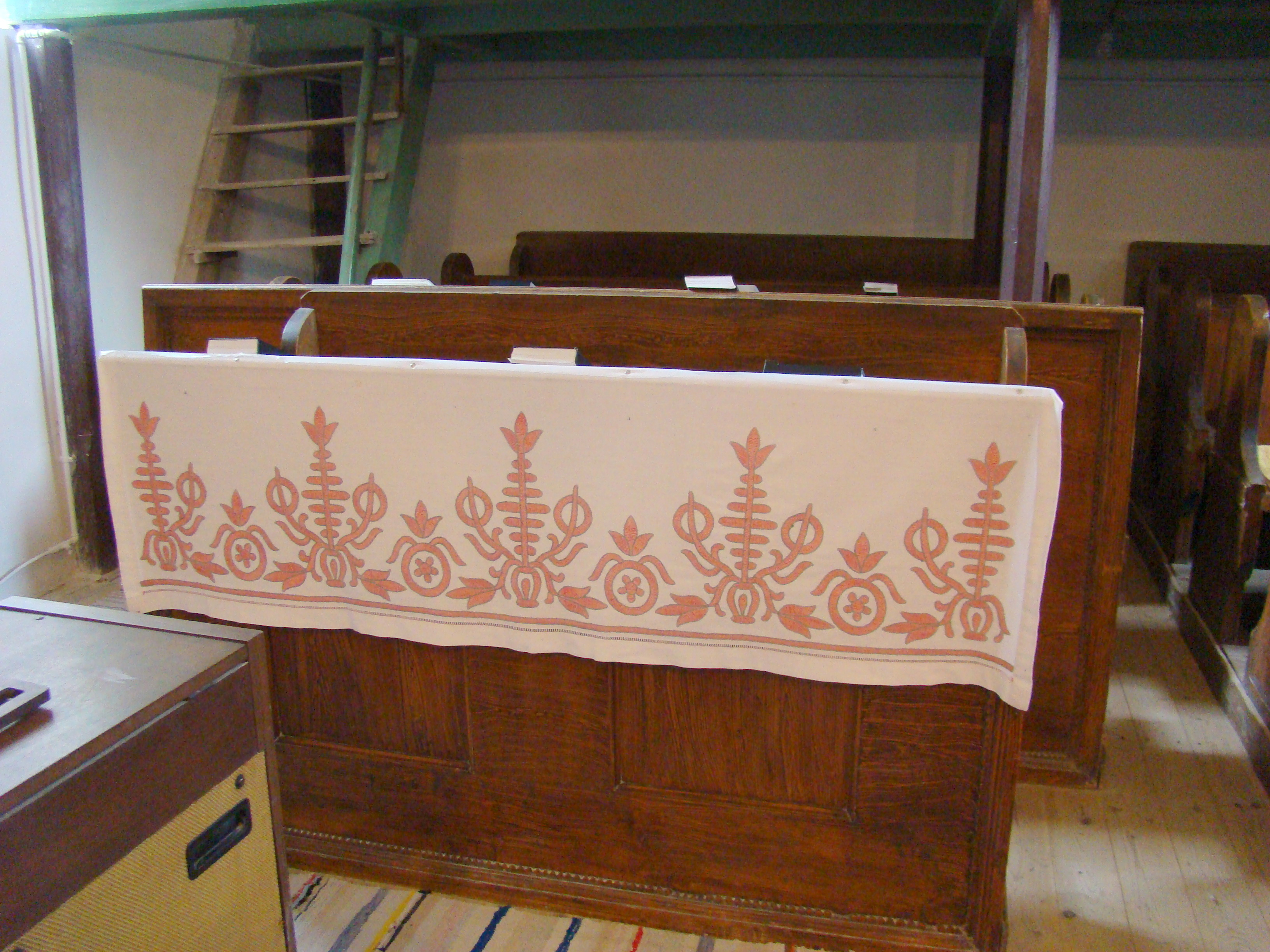
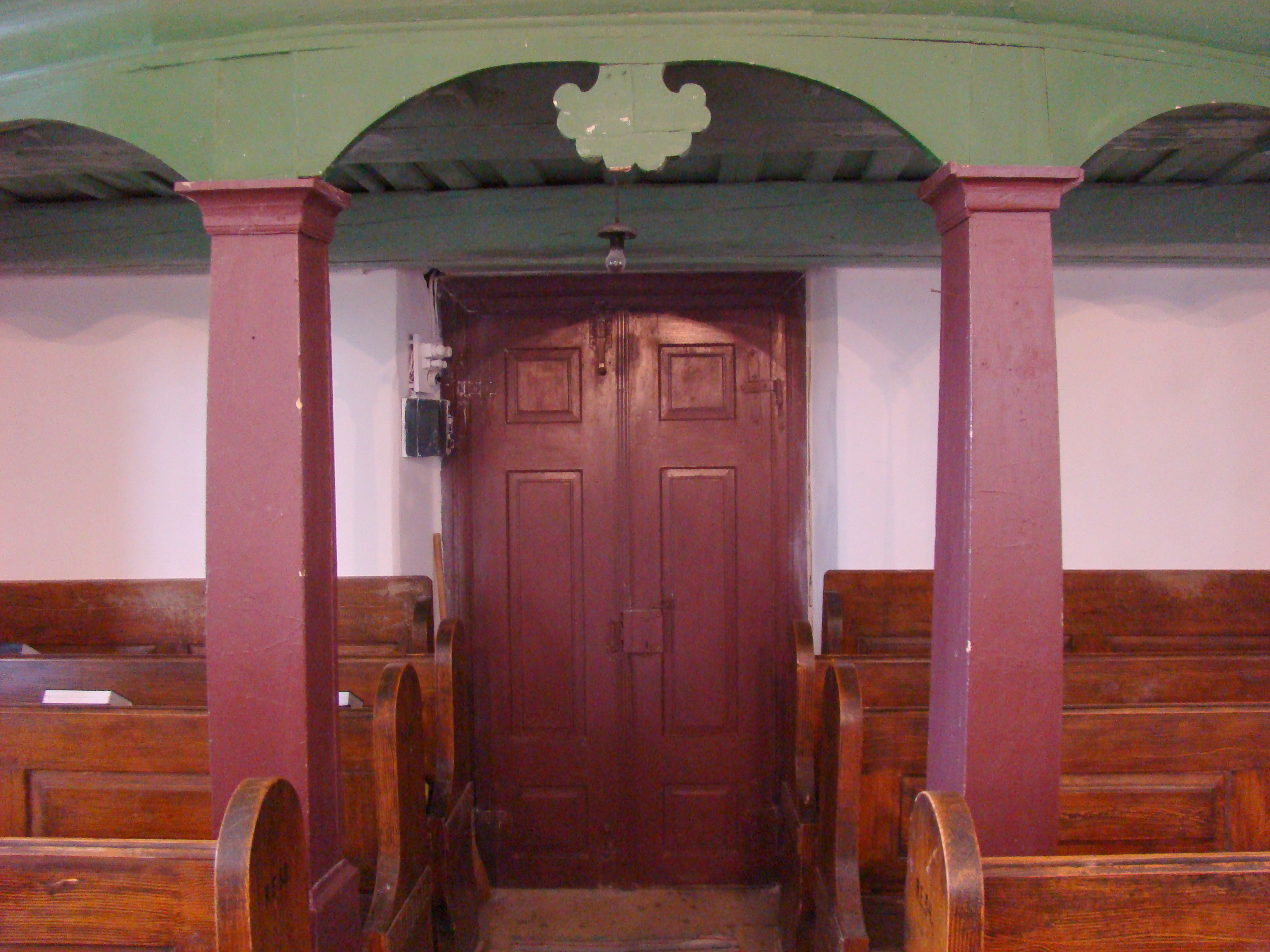
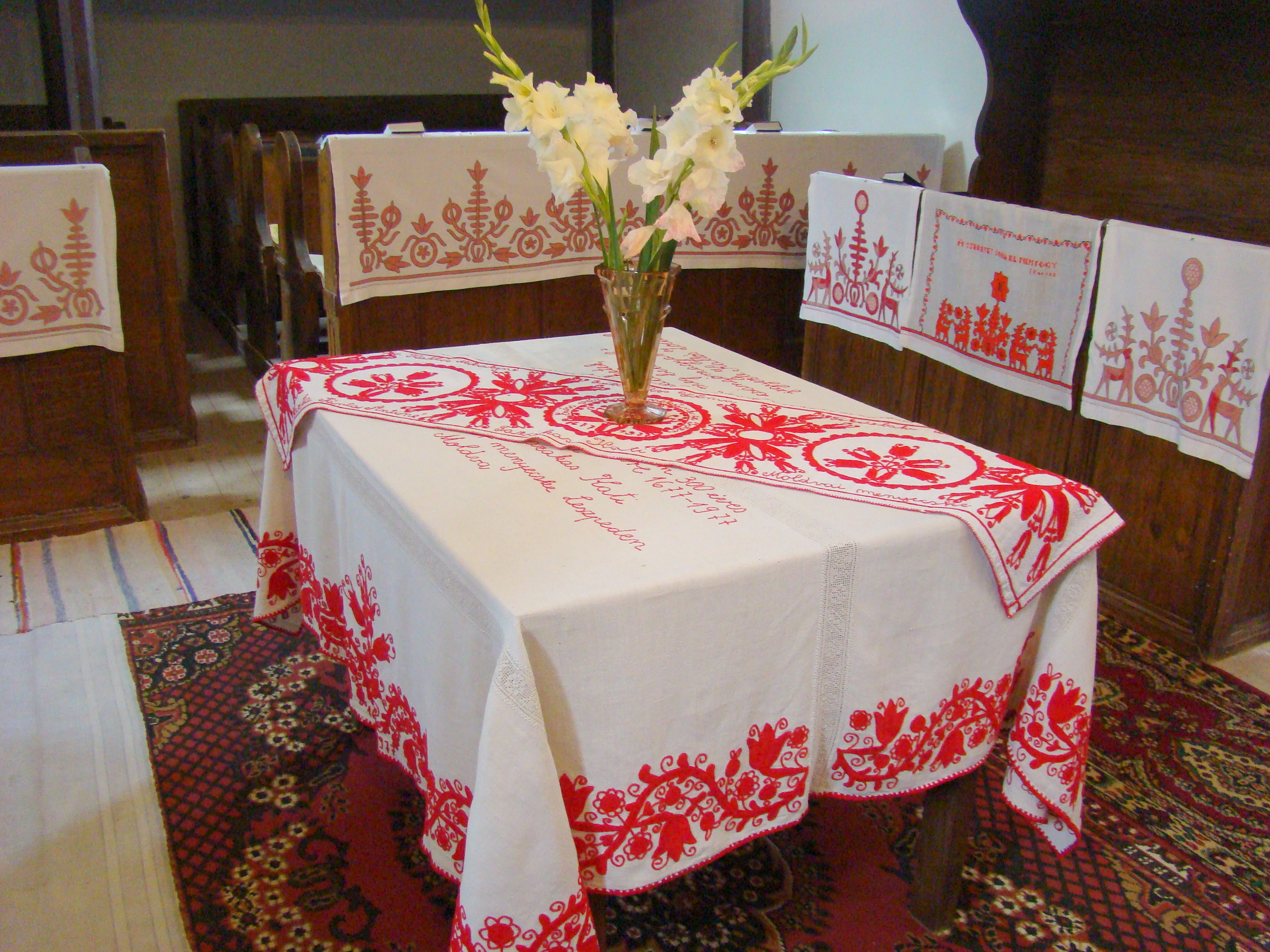
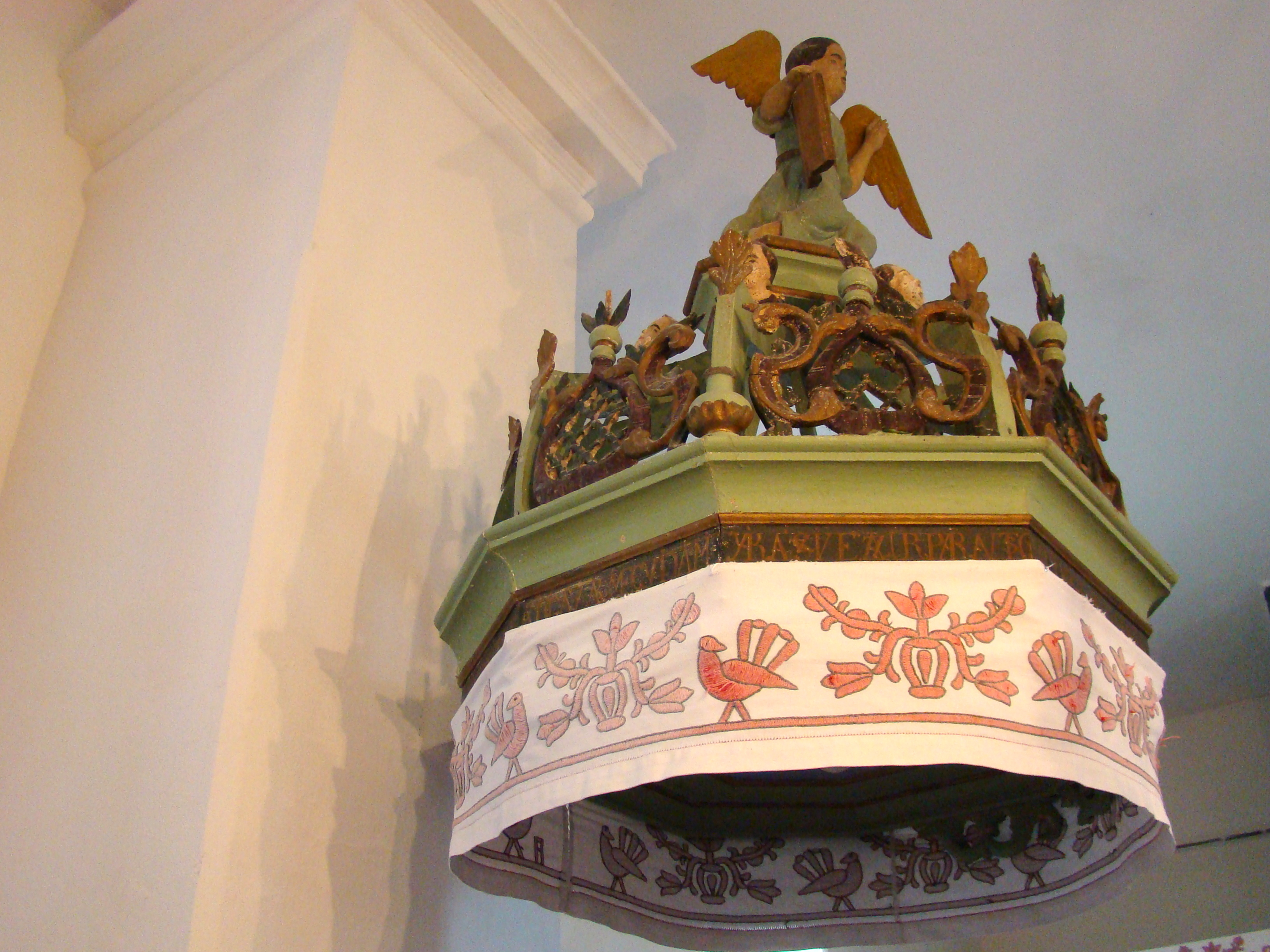
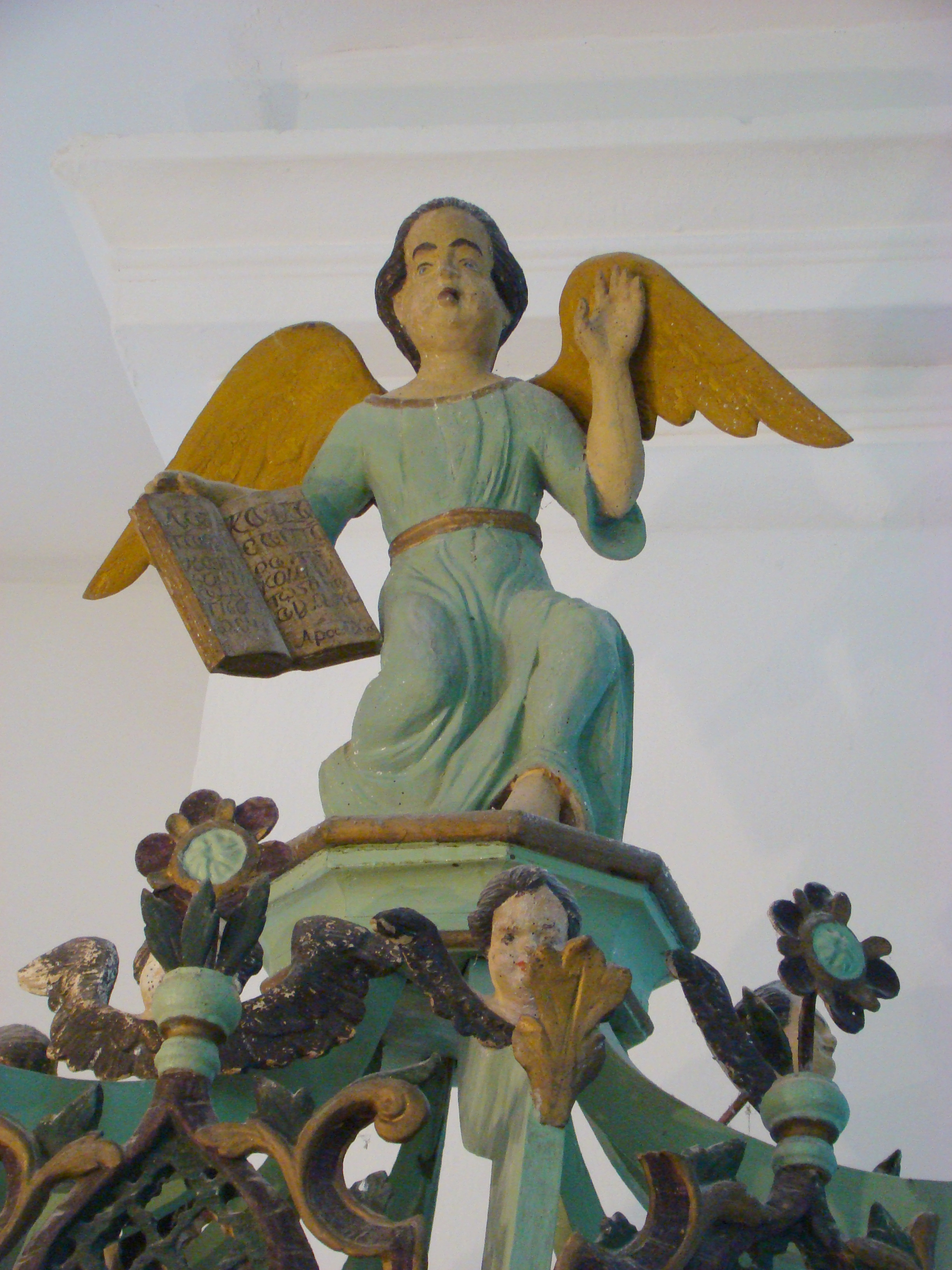
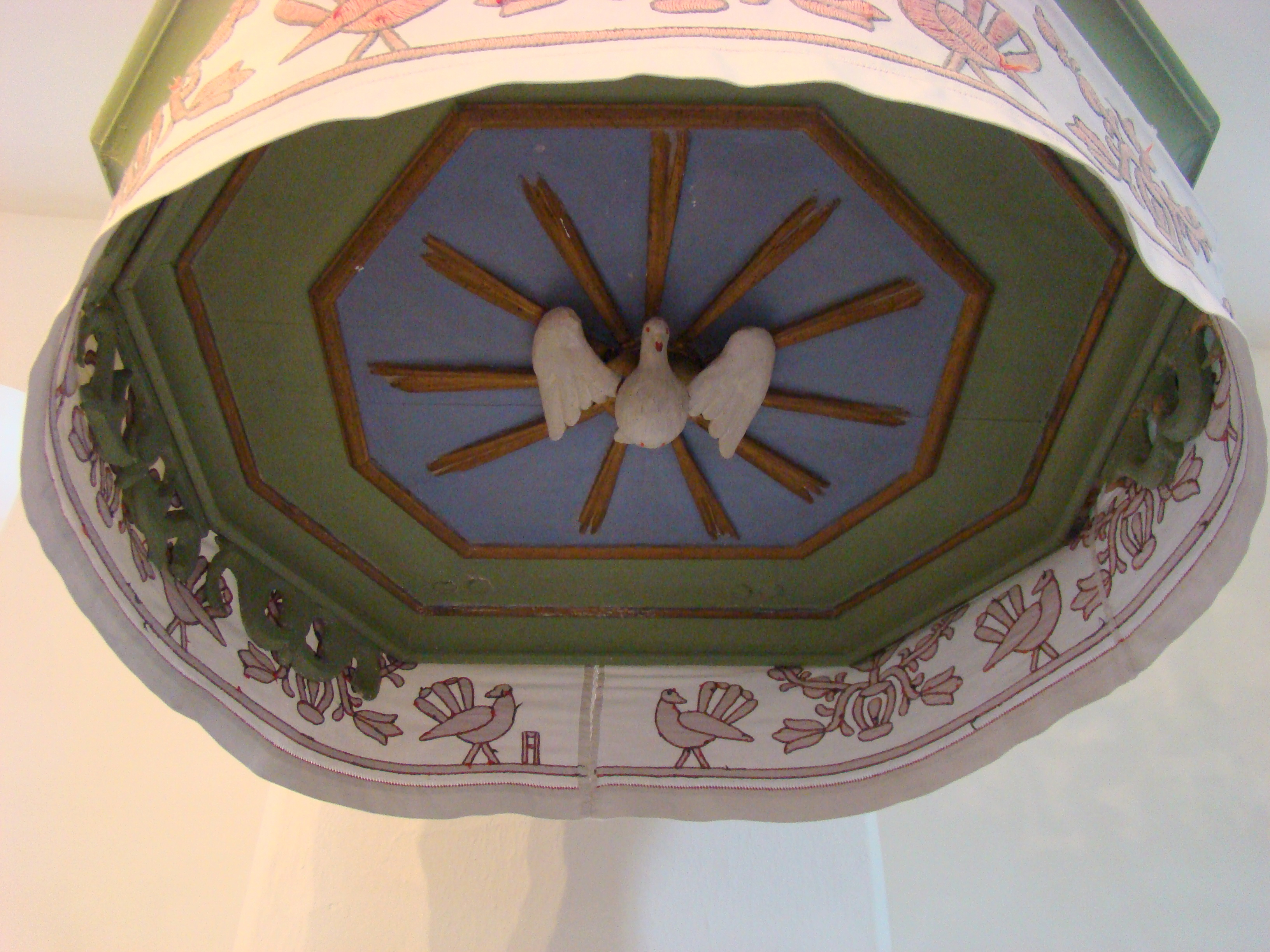
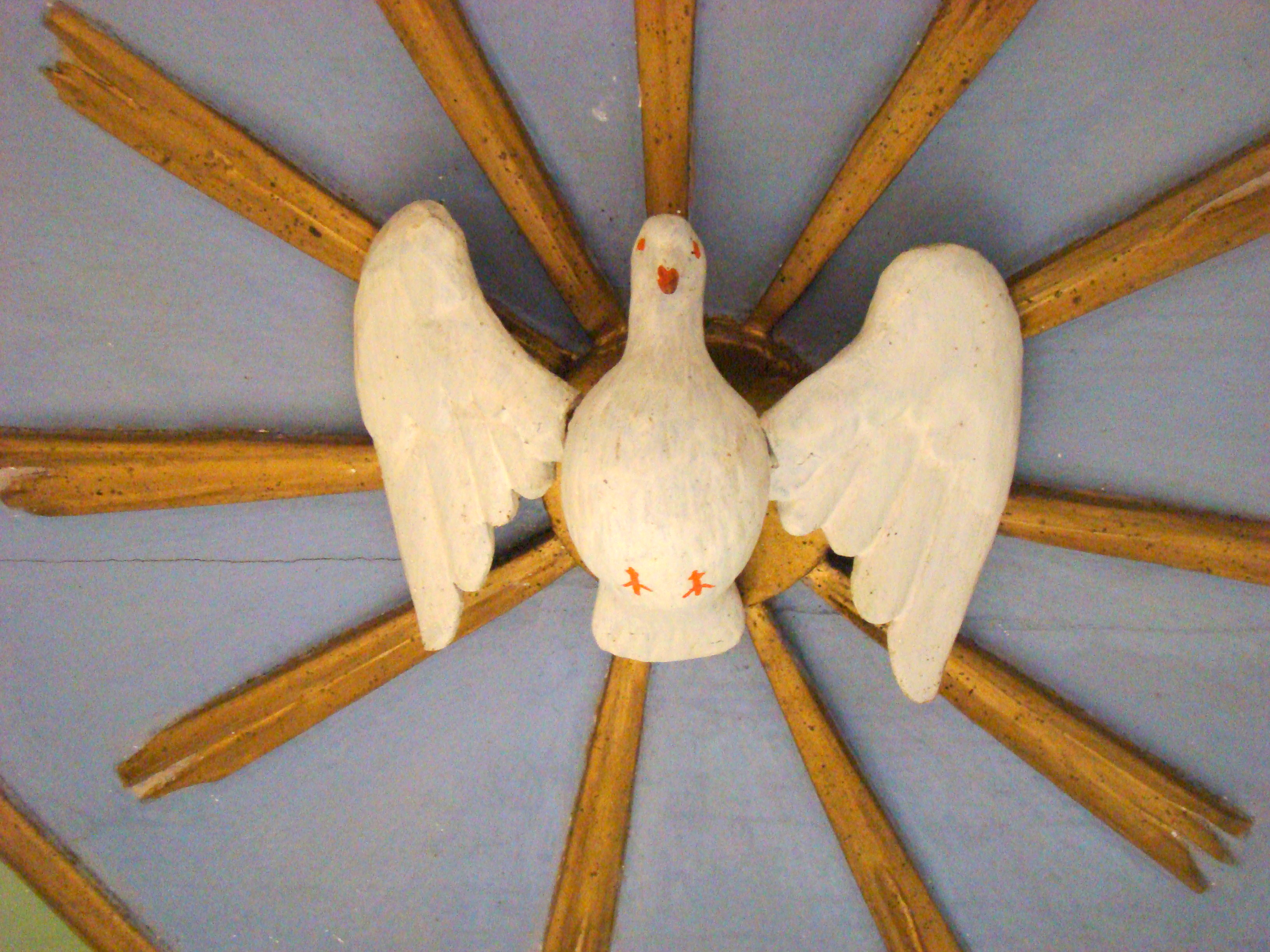
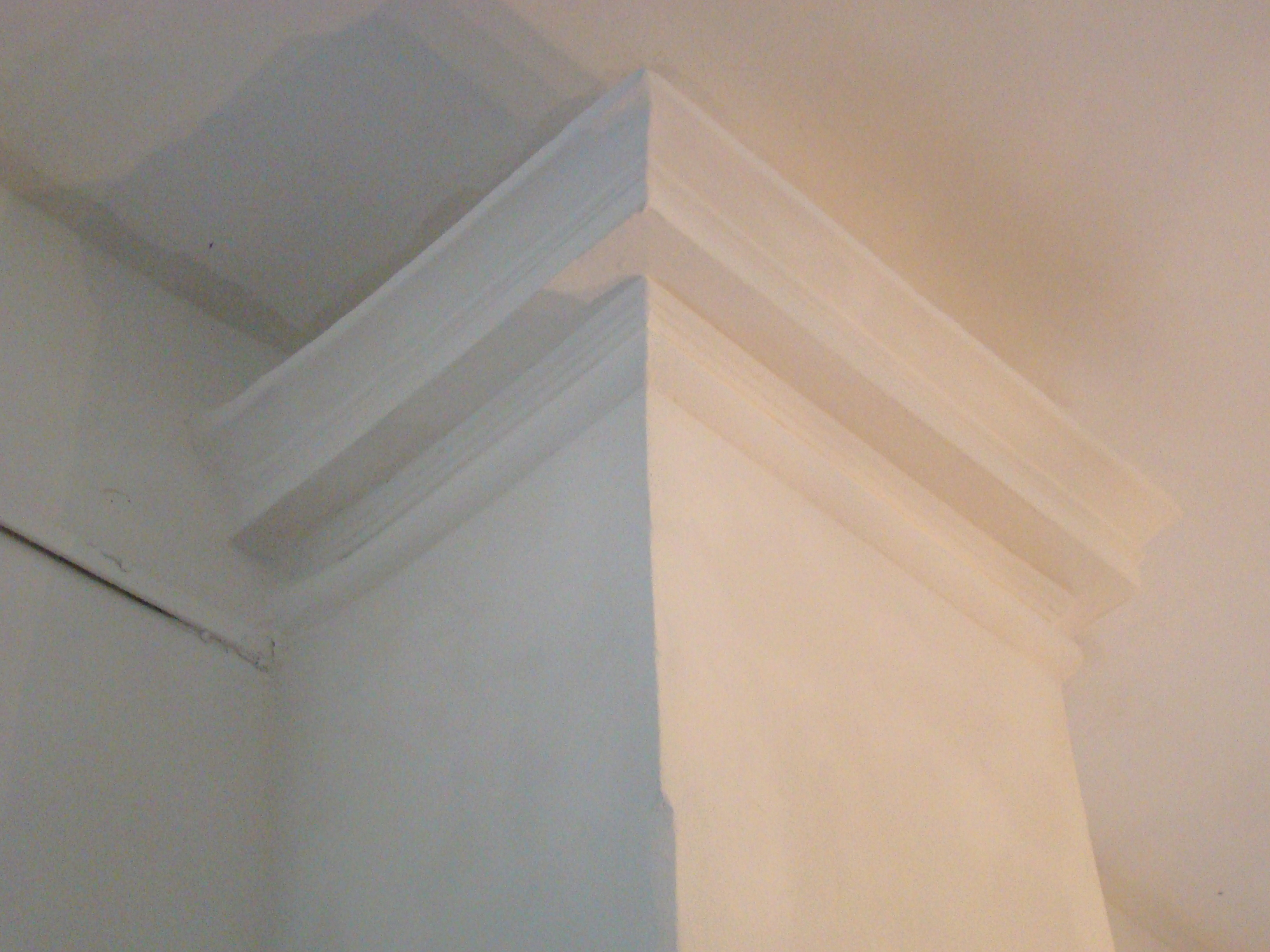
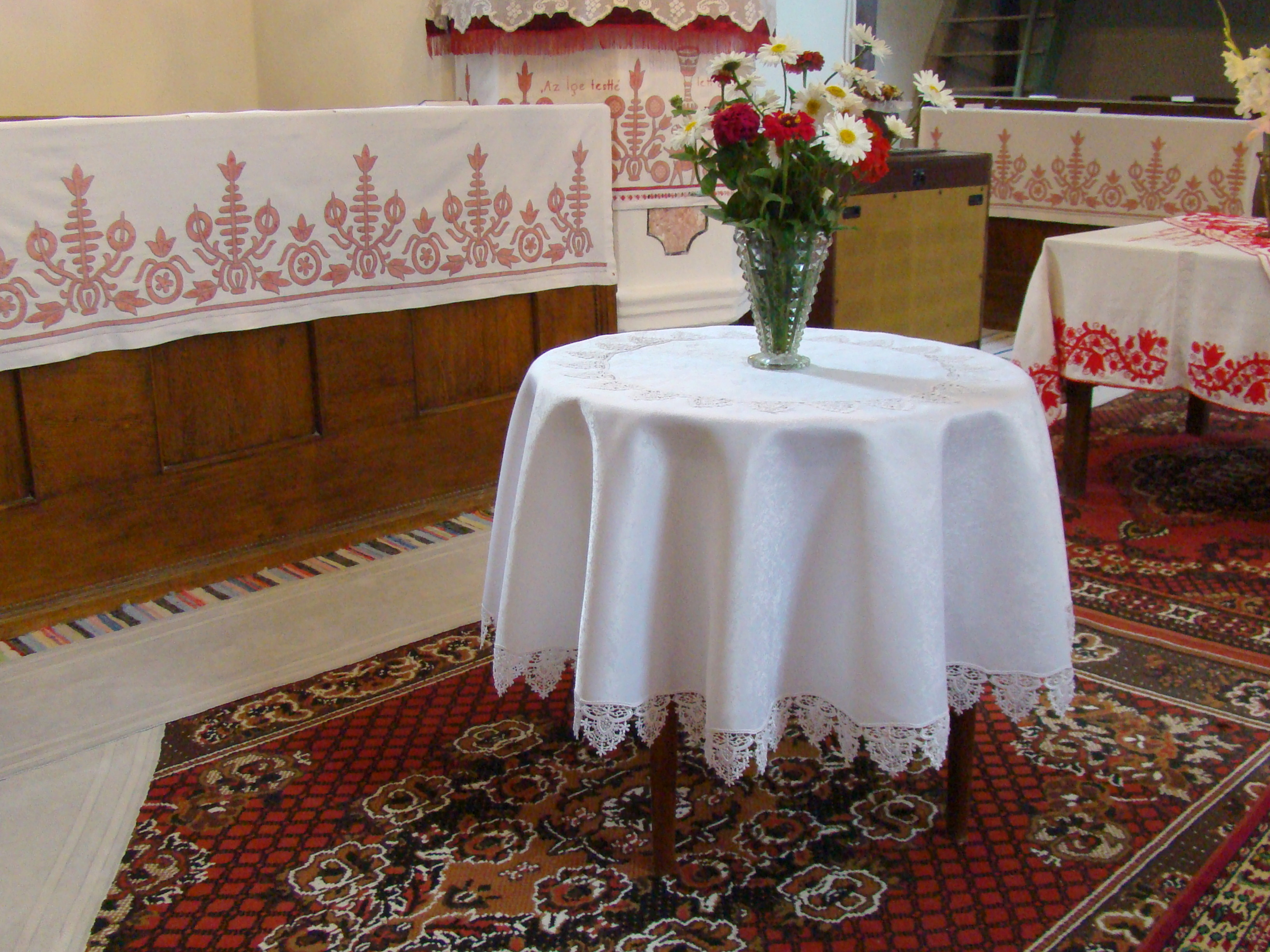
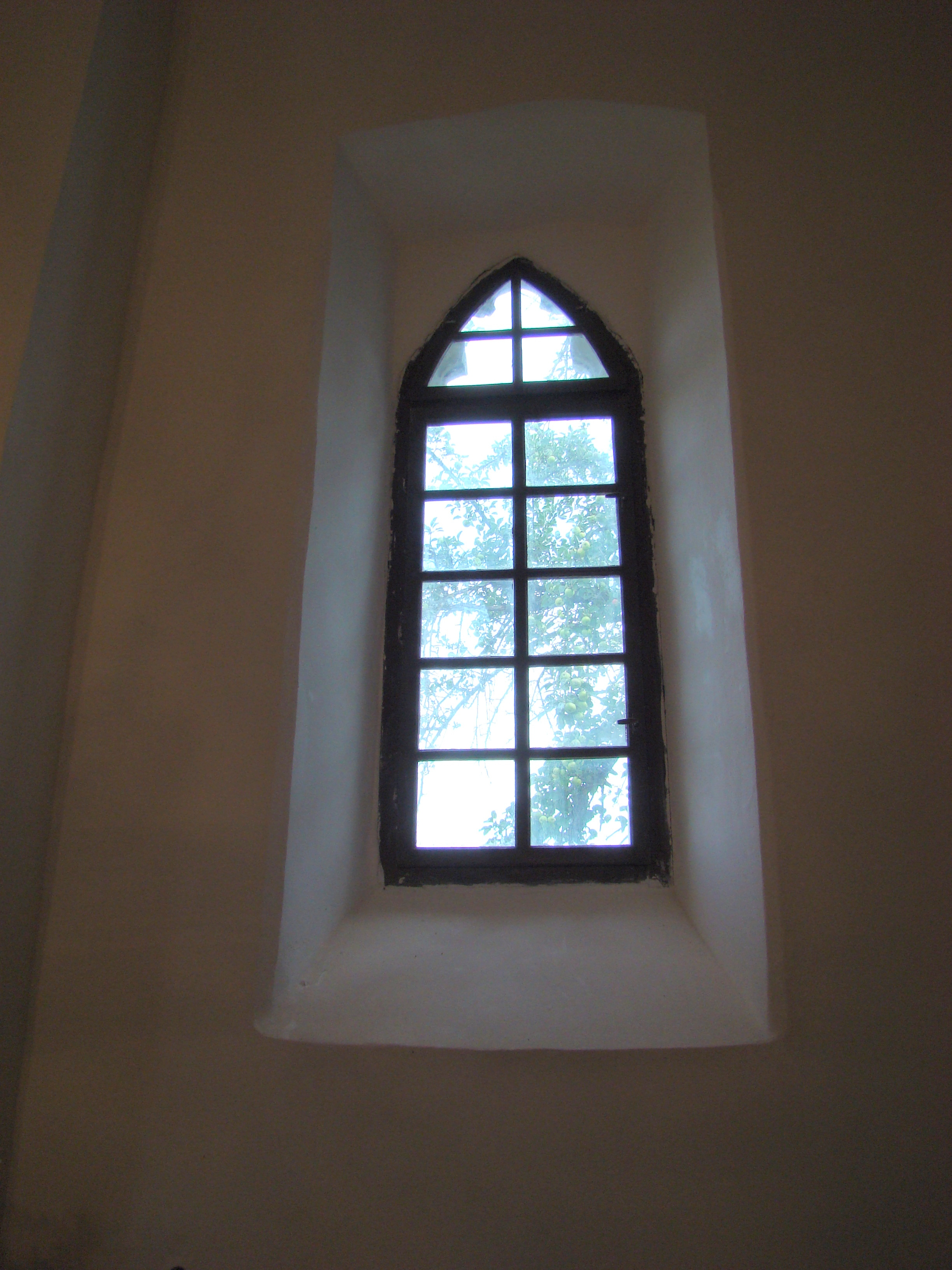
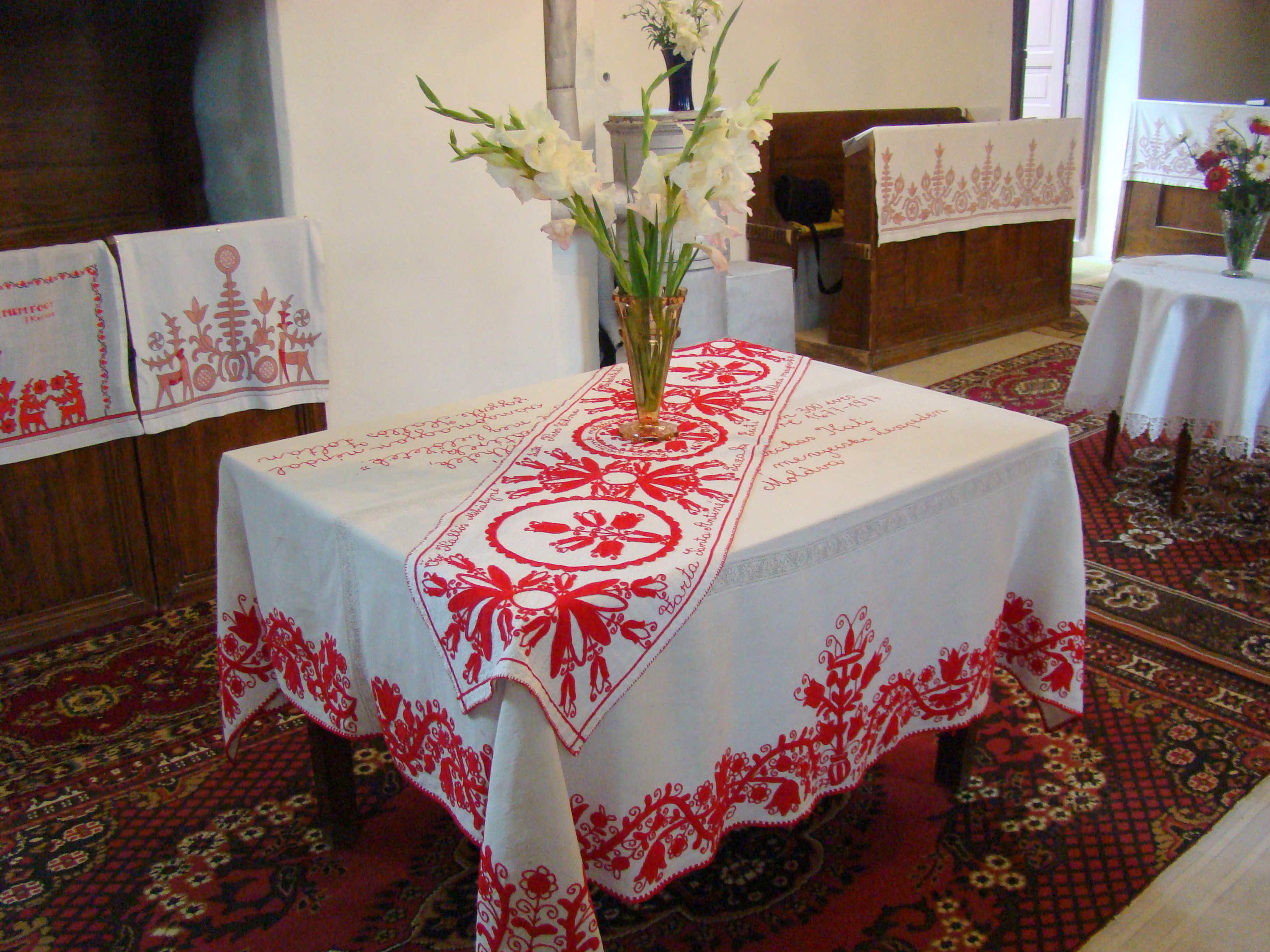
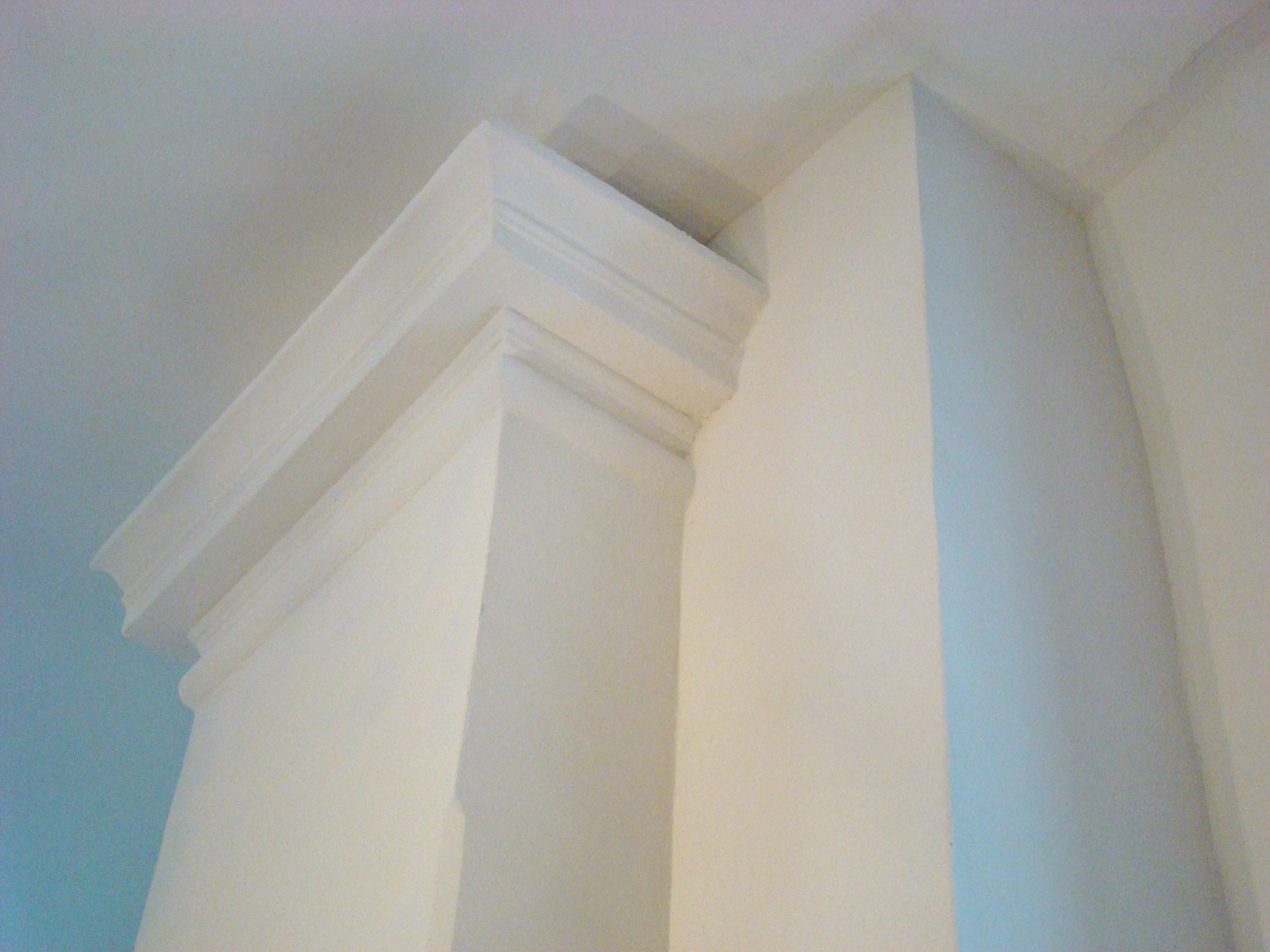
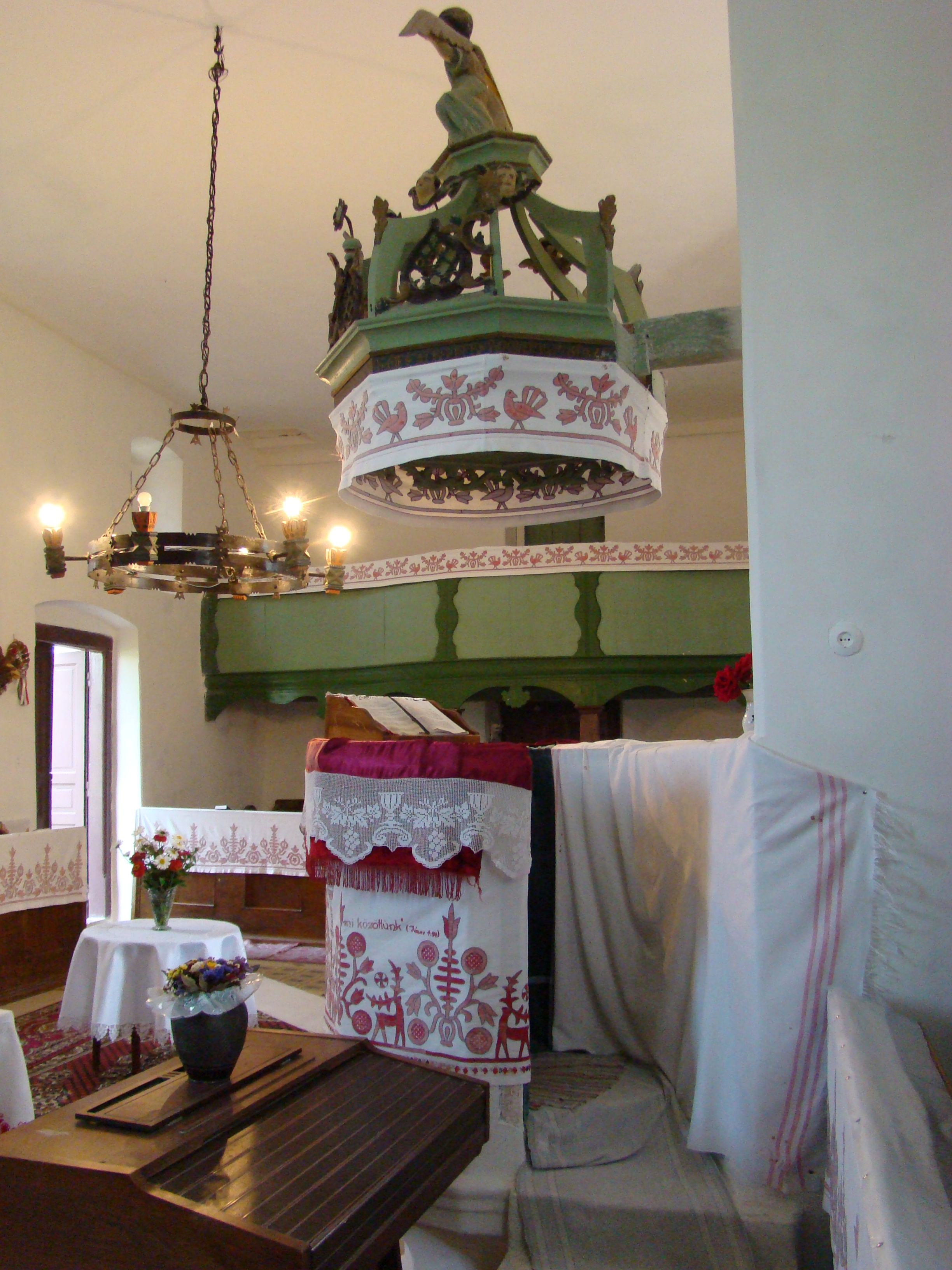
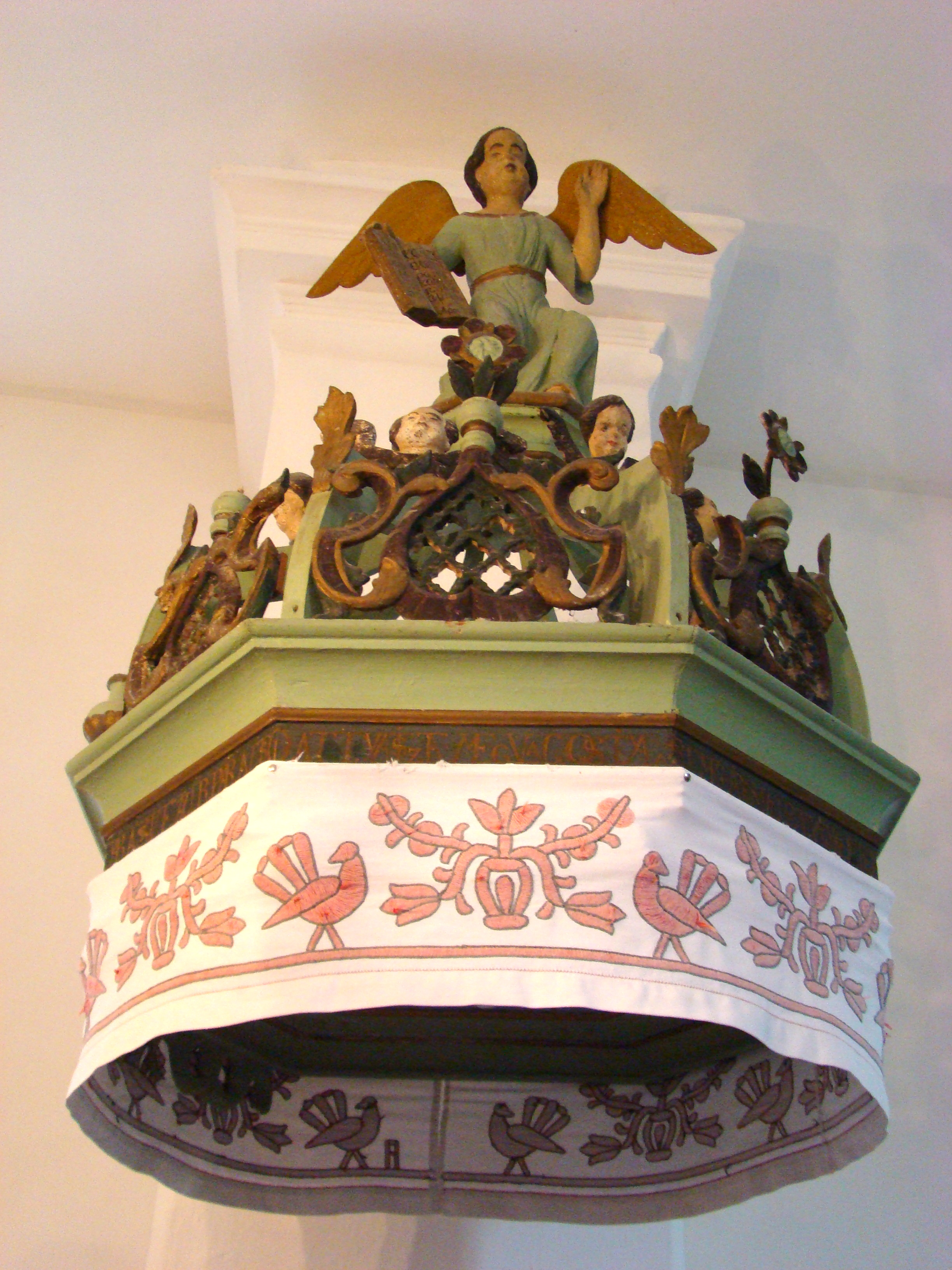
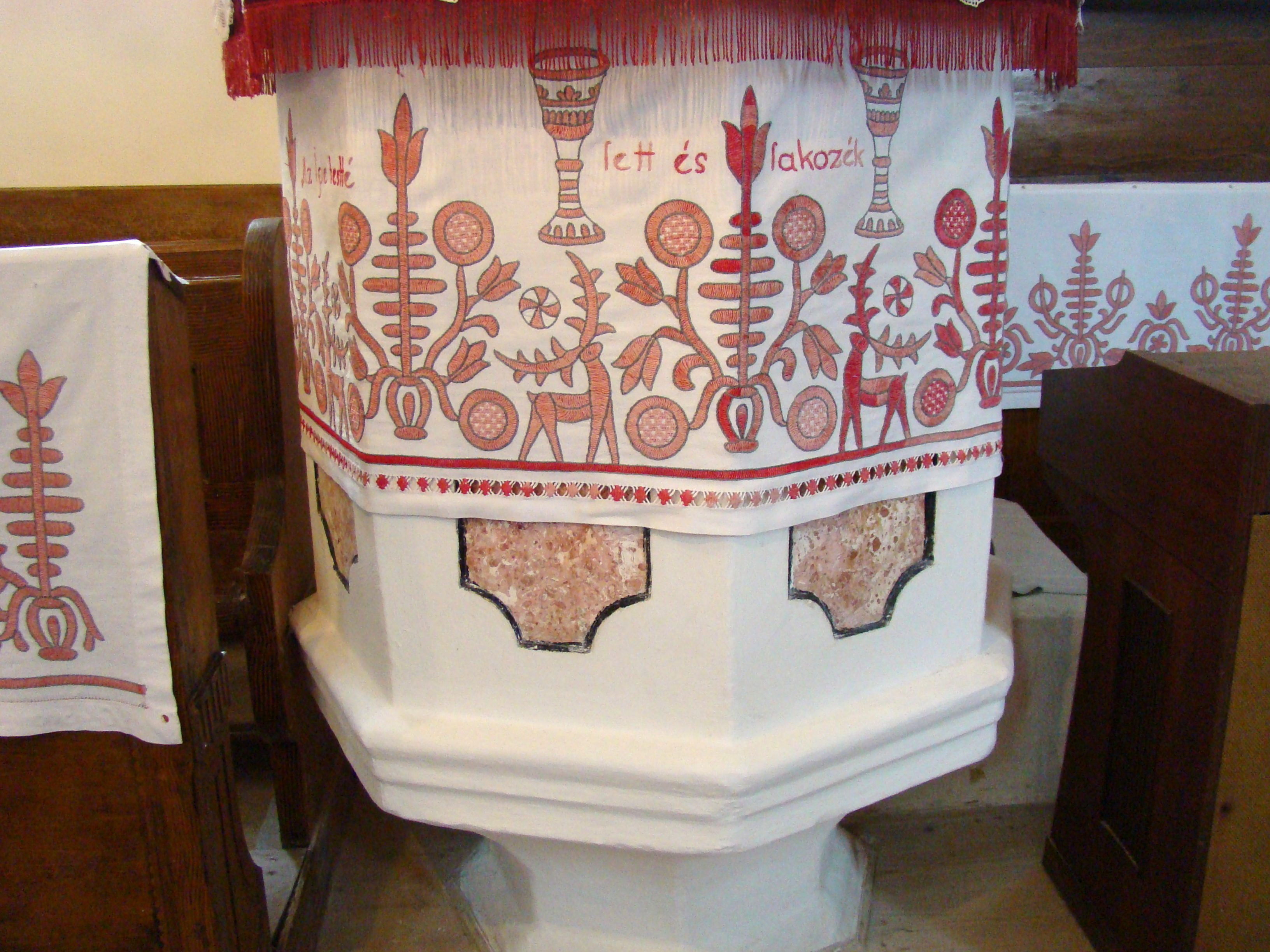
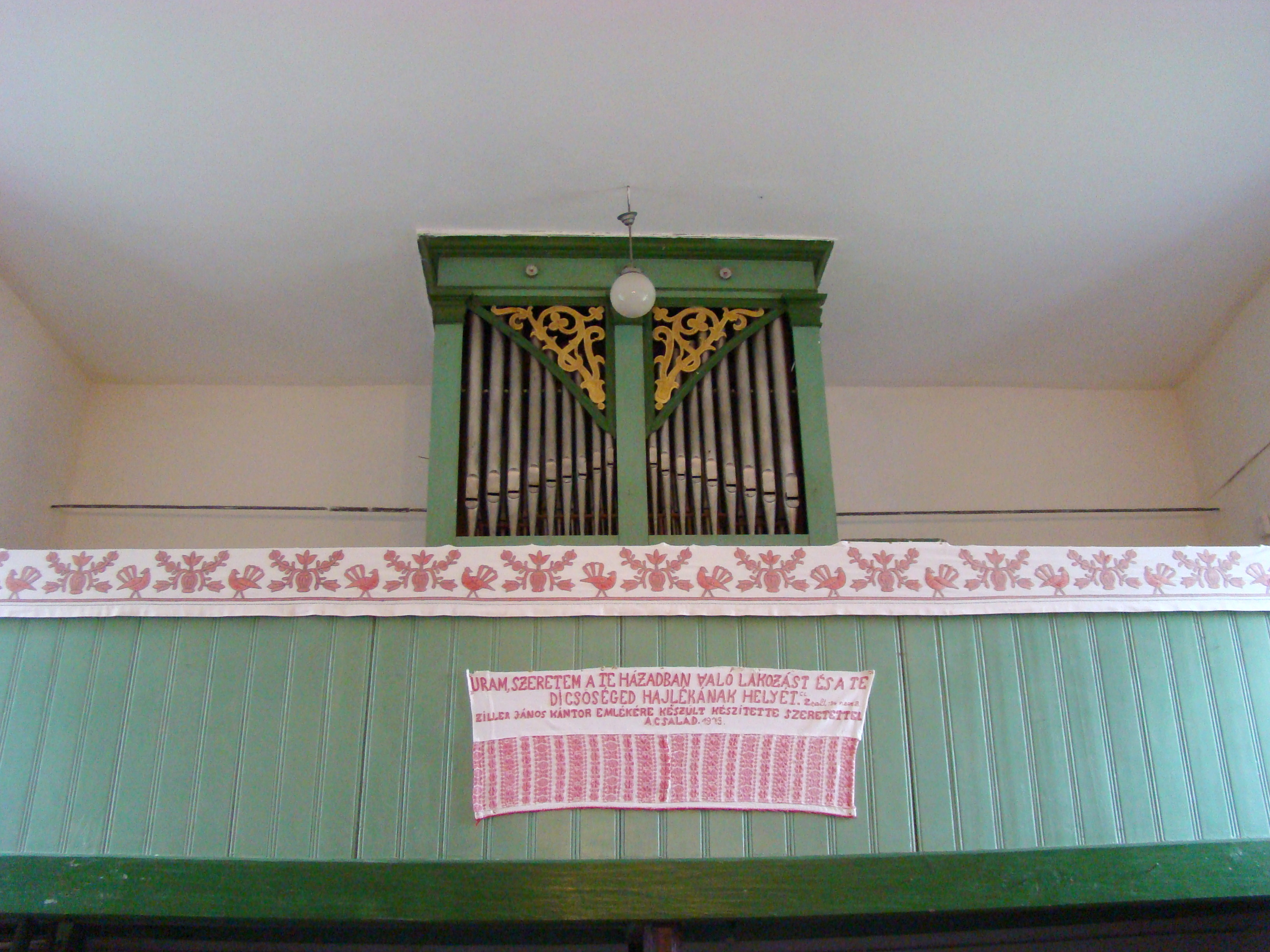
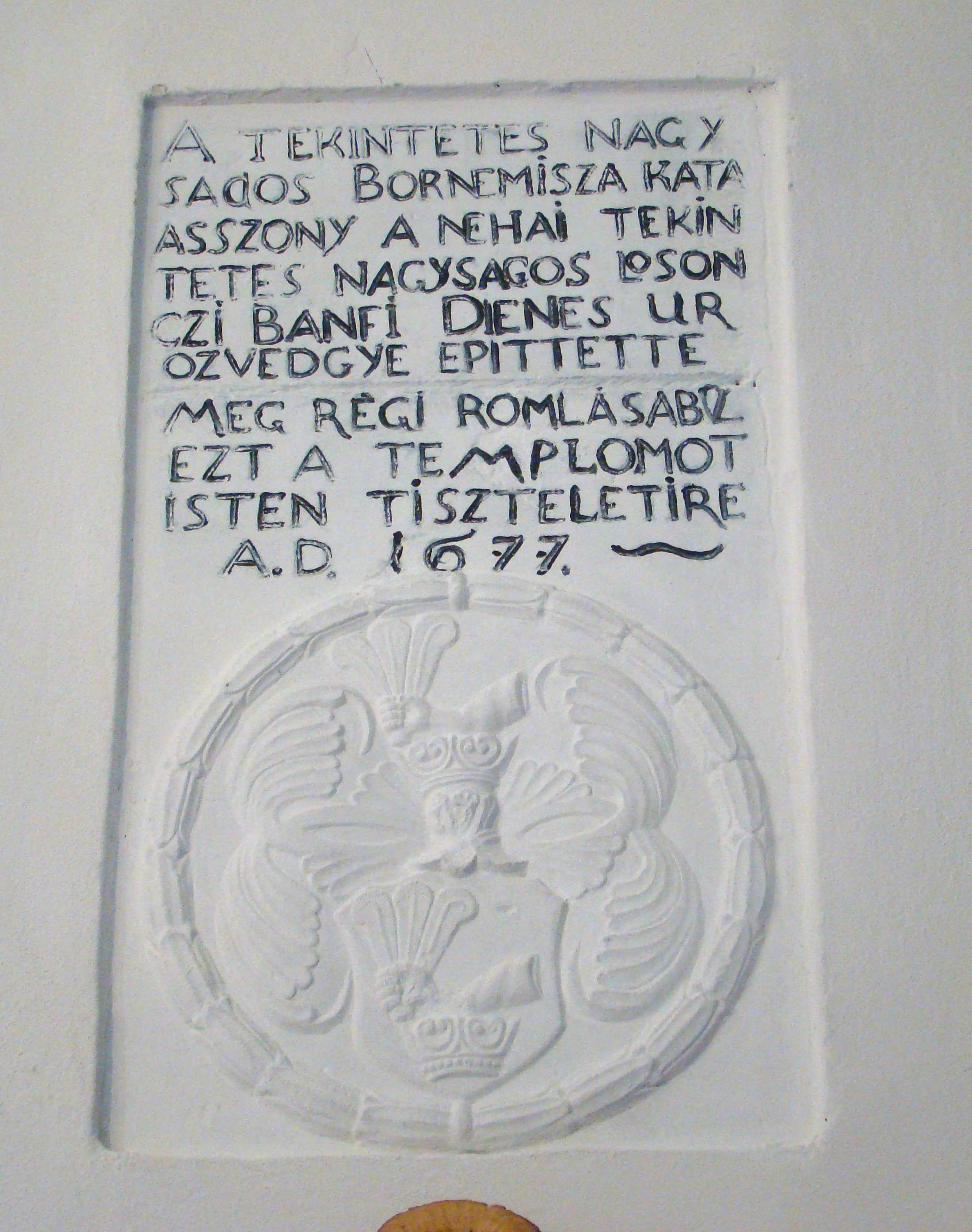
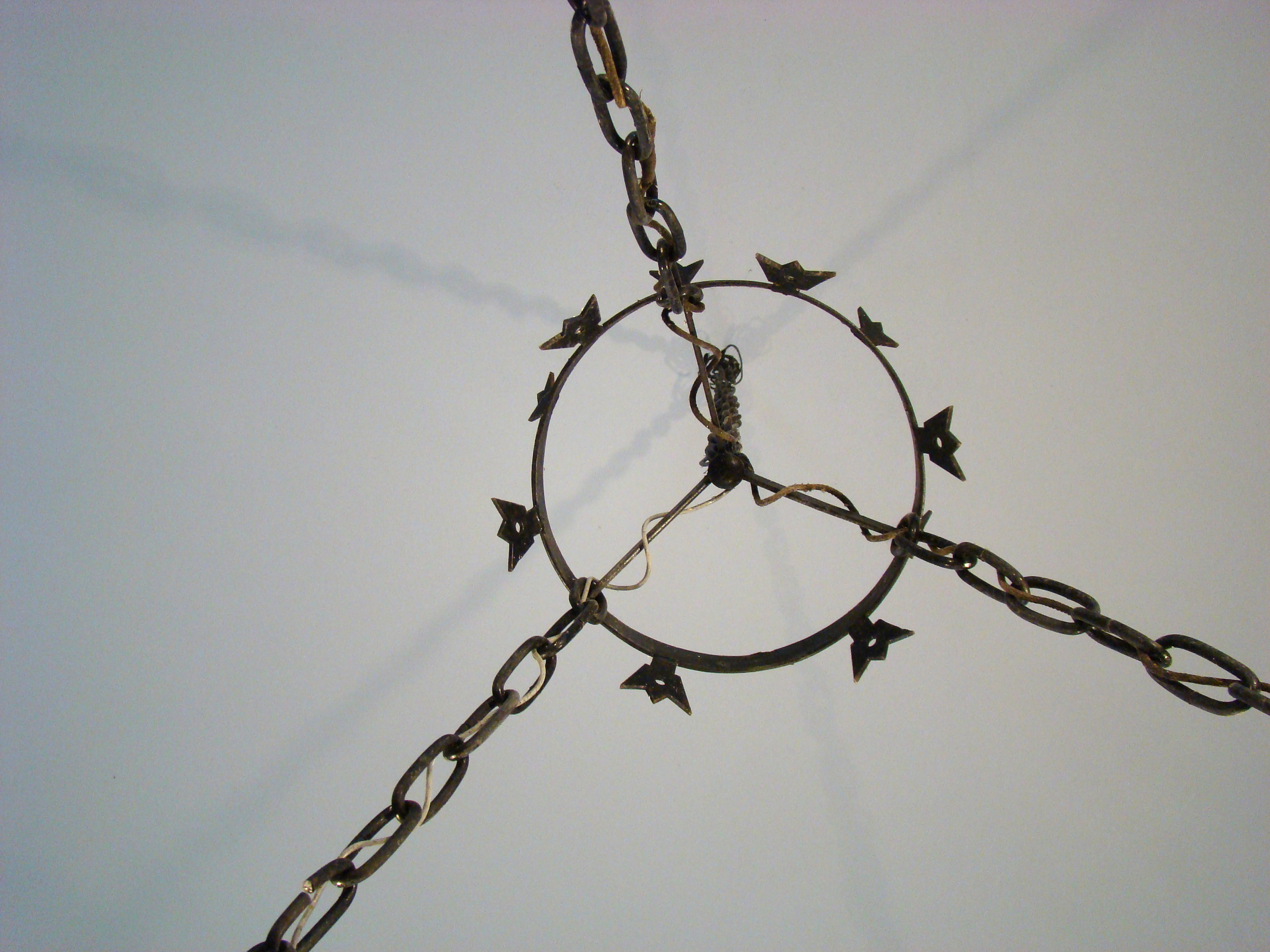
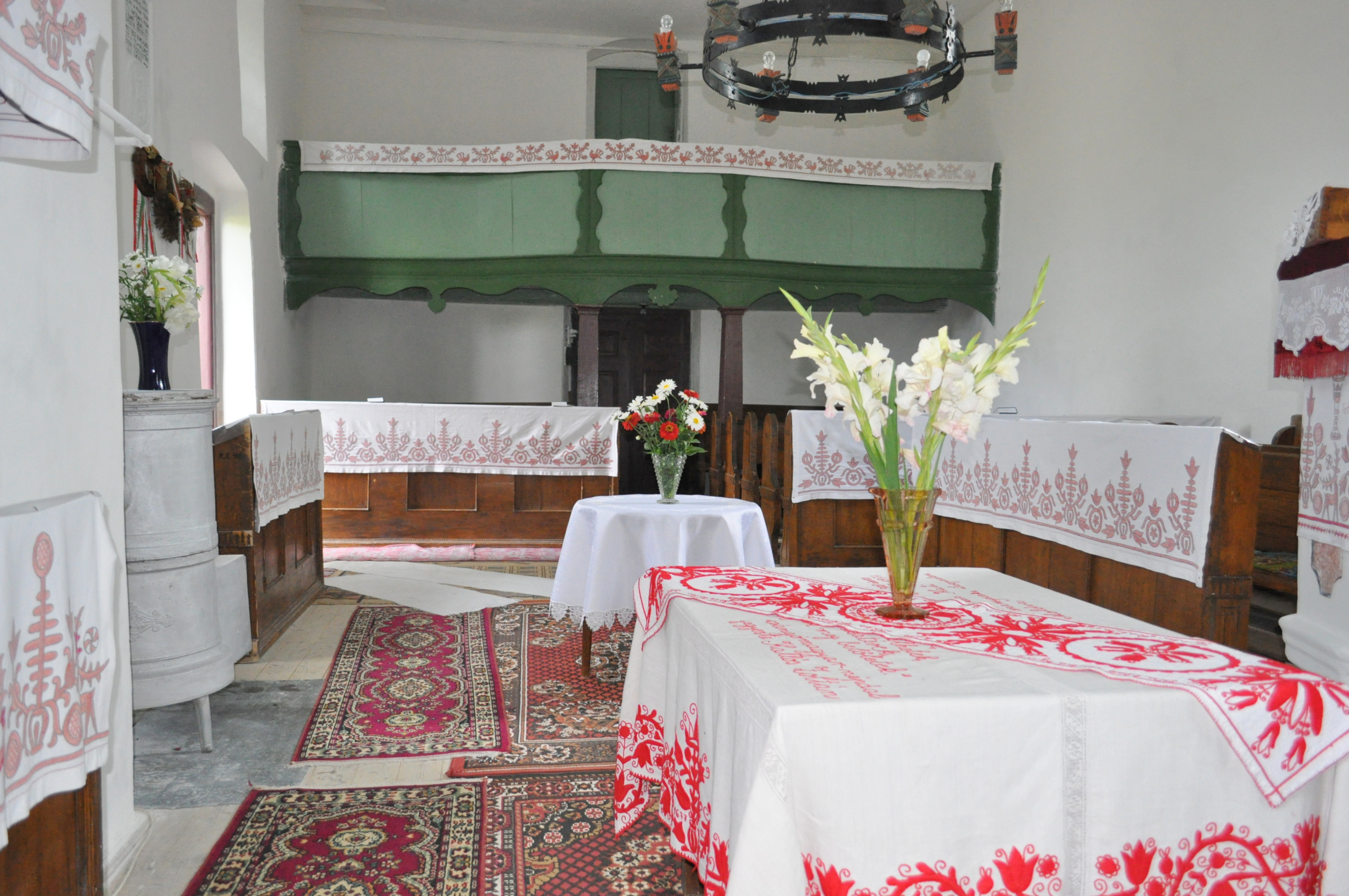
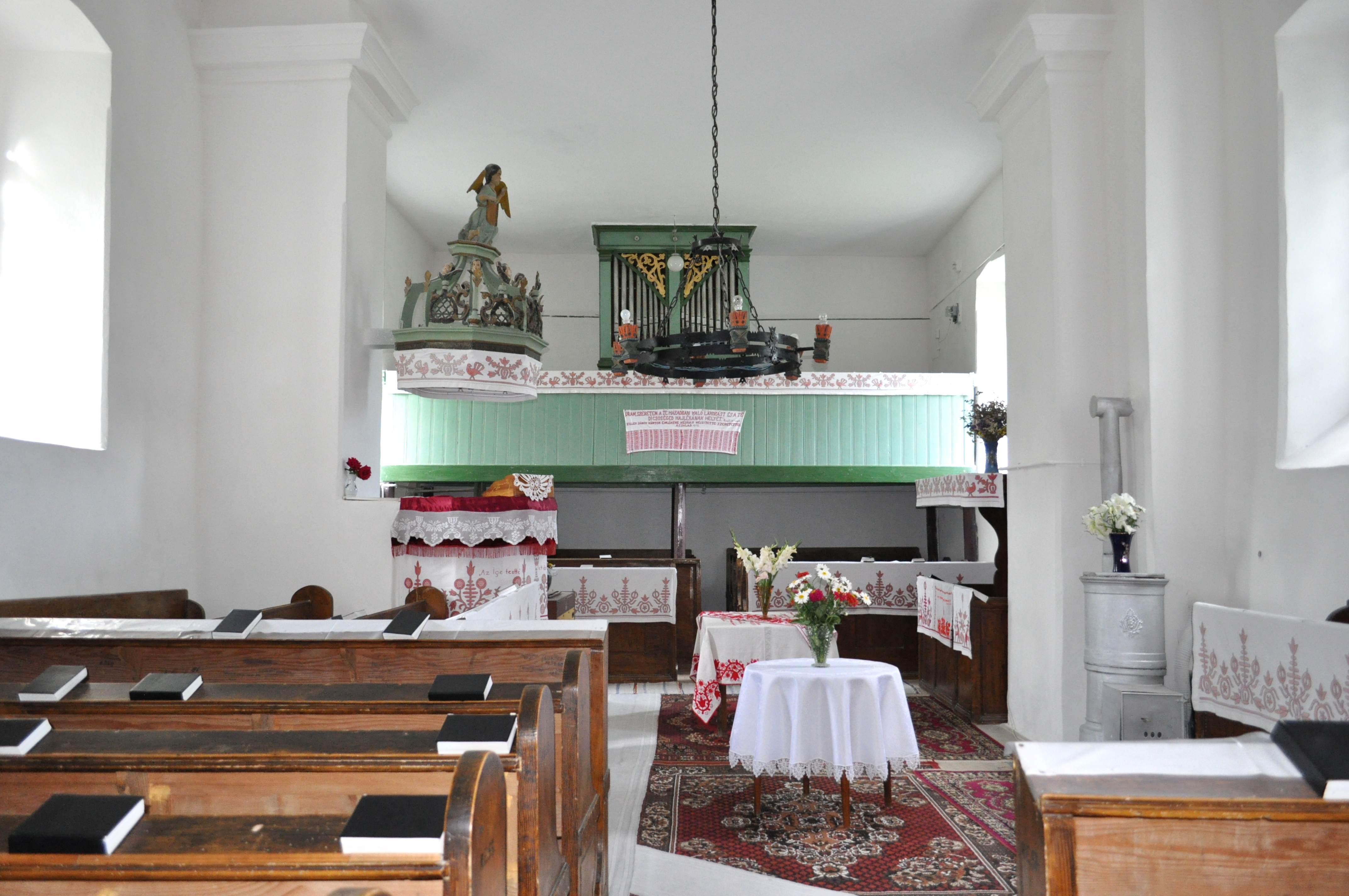
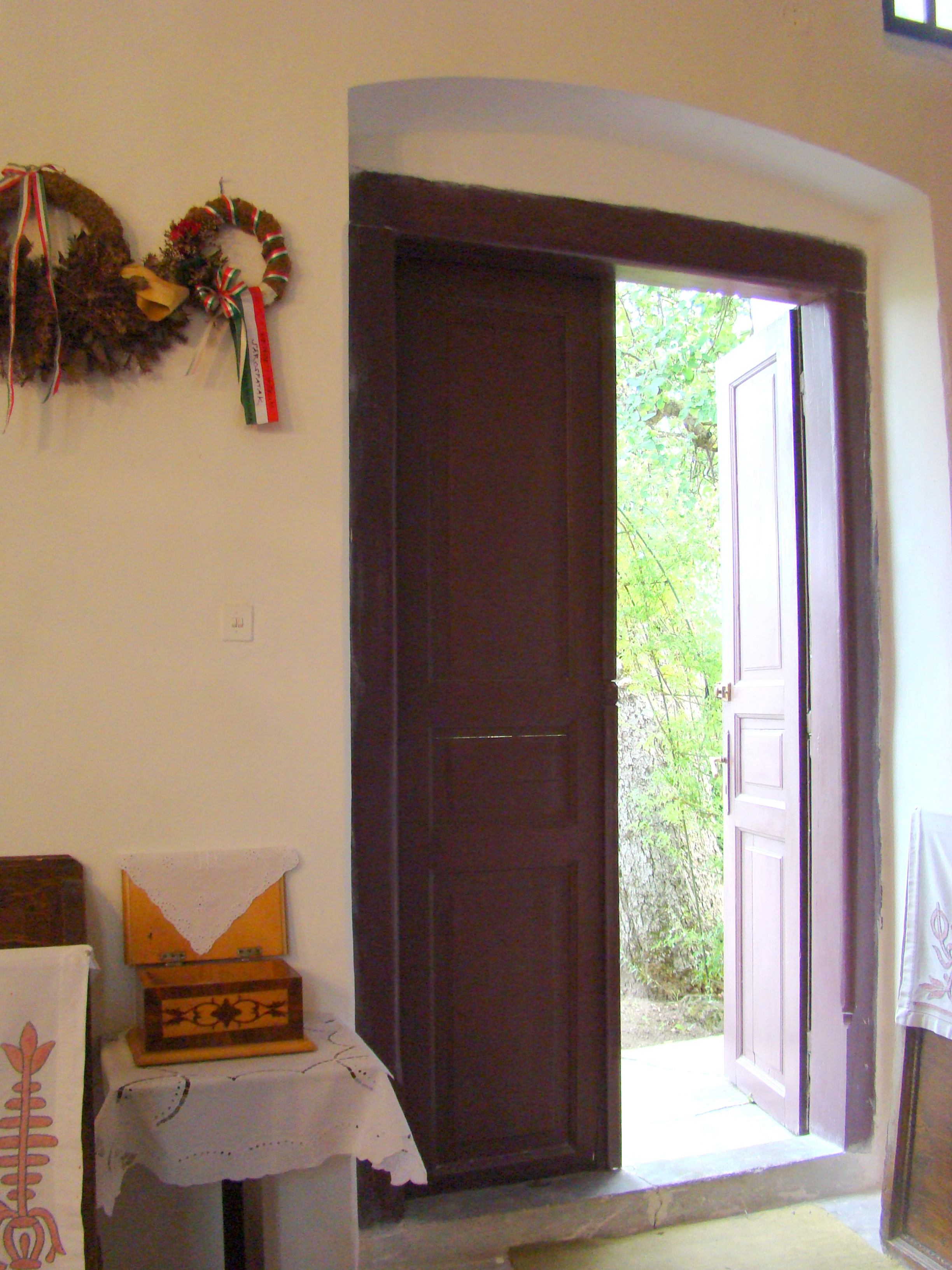